# 飛騨川バス転落事故
飛騨川バス転落事故（ひだがわバスてんらくじこ）は、1968年（昭和43年）8月18日未明、岐阜県加茂郡白川町河岐の国道41号において発生した土砂災害によるバス転落事故である。
名古屋市内から乗鞍岳へ向かっていた観光バス15台のうち、岡崎観光自動車所有の2台のバスが、集中豪雨に伴う土石流に巻き込まれて、増水していた飛騨川に転落し水没、乗員・乗客107人のうち104人が死亡した。
この事故は、日本のバス事故史上における最大の事故となった。世界のバス事故史上においても最大級に分類される事故である。

## 事故に至るまでの経緯
以下、時刻は24時間表記とする。国道41号のキロポスト数値（キロメートル=km）は事故当時のものを基準に記載する。2022年現在の事故現場のキロポスト数値は、事故当時よりも約4 km短くなっているが、起点は名古屋市東区泉1丁目の高岳交差点のままである。概略については後述の#時系列表を参照のこと。

### タウン誌の「乗鞍雲上大パーティー 」計画
犠牲者を出したバスツアーは、名古屋市で団地や集合住宅の主婦を対象に無料新聞「奥様ジャーナル」（現・奥様ジャーナルプラス）を発刊していた「株式会社団地新聞・奥様ジャーナル社」（現・奥様ジャーナルプラス社）が、読者に対するサービスの一環として観光バスツアーを企画し、催行されたものだった。奥様ジャーナル社が読者に旅行先のアンケートを取ったところ、乗鞍岳へのバス旅行を希望する人が圧倒的に多かったことから、7月10日に同新聞社が主催し、名鉄観光サービスと共催で乗鞍岳ツアーを実施することが決定された。ツアー名は「海抜3000メートル乗鞍雲上大パーティー」と銘打たれ、ツアー全般の管理を奥様ジャーナル社が、バスの運行管理と手配を名鉄観光サービスがそれぞれ担当することになった。こうした経緯からツアー参加者の大半は、名古屋周辺の団地に住む「奥様ジャーナル」の読者とその親族や友人だった。
高度経済成長期のレジャーブームの中で、乗鞍岳（標高3,026 m）山頂近くの畳平（標高2,702 m）までバス乗り入れが可能な乗鞍スカイラインが整備されたことで、「雲上銀座」といわれるほど乗鞍岳登山バスツアーに注目が集まっていた。加えてお盆休みの週末を利用した日程で、居住する団地内からの送迎が付き、参加費は大人1人につき2,000円（子供は減額）と手頃な価格だった。さらにくじ引き大会・御土産・弁当などの特典もあり、手軽に参加できる家族向けの企画であった。ツアーの募集広告は紙面で2回のみの掲載だったが、申し込み者数は主催者の予想を大きく上回り、最終的には名古屋市内の団地や共同住宅を中心に750人以上が参加することになった。
このため主催者は、あらかじめ手配した岡崎観光自動車（現・名鉄観光バス）の貸切観光バス6台の他に、名古屋鉄道系列のバス会社から追加で手配した。知多乗合2台、東濃鉄道2台、名古屋観光自動車（現・名鉄観光バス）5台を加え、合計4社・15台でツアーバスが運行されることになった。
確定した予定では、8月17日夕刻に名古屋市内の各団地に割り当てられた各車両が計42か所の集合場所で予約客を乗せ、愛知県犬山市内の駐車場で21時30分に全車が集合し、休憩の後22時に出発する。その後は岐阜県に入って国道41号を飛騨川の日本ライン沿いに北進し、美濃加茂市美濃太田、白川町、下呂町、高山市、平湯などを経由して畳平に翌18日3時30分から4時にかけて到着。それから山頂を目指して御来光を迎え、山頂付近でパーティーを開き、畳平を10時30分もしくは11時に出発。14時頃に下呂温泉に到着して昼食を兼ねた休憩を取り、18時頃に犬山市に到着。以後は各団地ごとに解散という旅程だった。車中泊を含むとはいえ片道160 kmの行程で、中京地区のベテランのバス運転手たちにとっては「定番コース」ともいうべき勝手知ったる道だった。
ツアー主催者は7月28日 - 29日に全行程の現地調査（下見）を実施し、前日には添乗員会議を開いて配車計画や日程等の最終打ち合わせを実施していた。

### 当時の気象状況

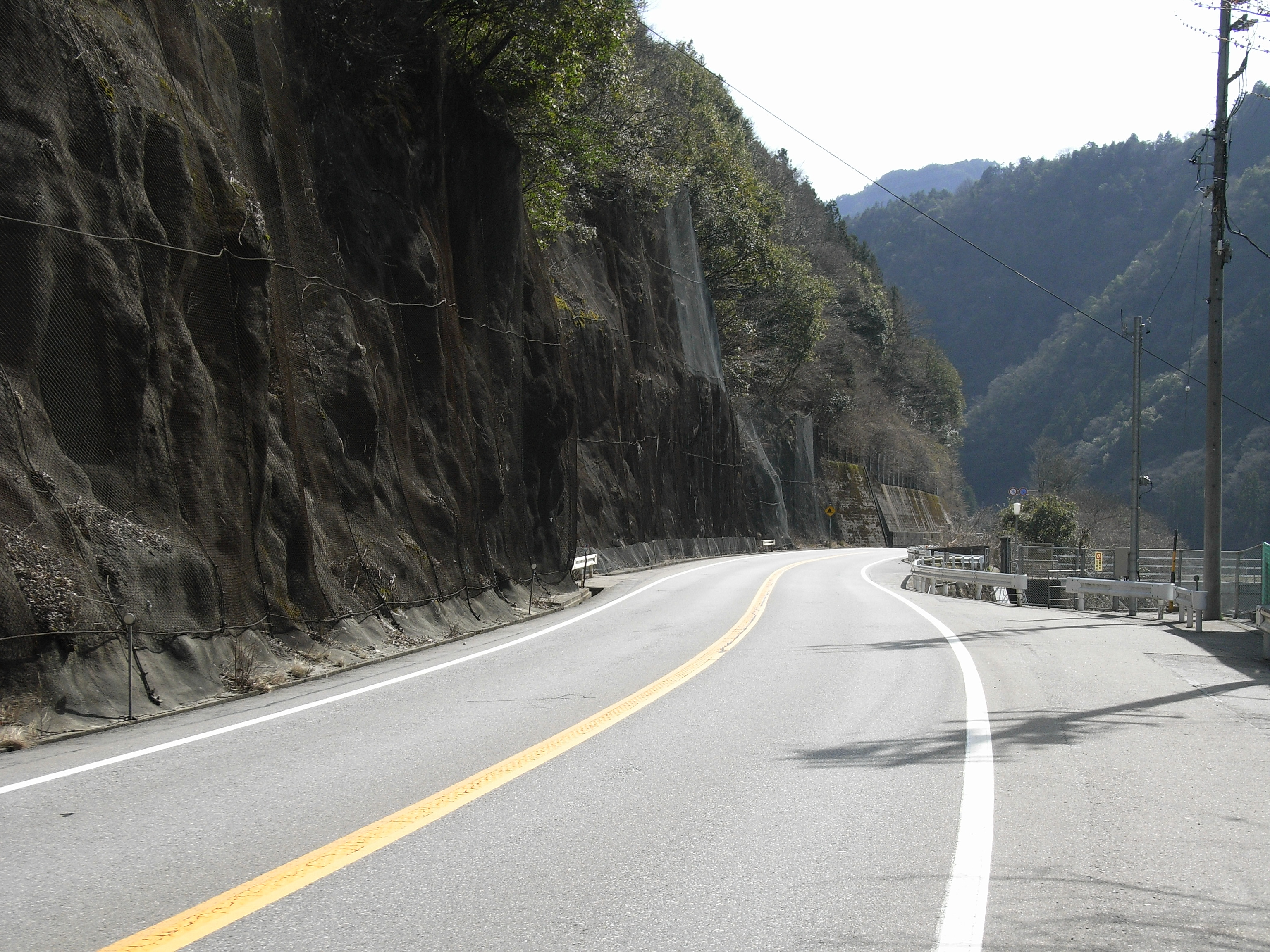
現場付近の国道41号。事故当時と道路幅は余り変わっていない。山側も谷側も切り立っており、落石の危険がある道路でもある。

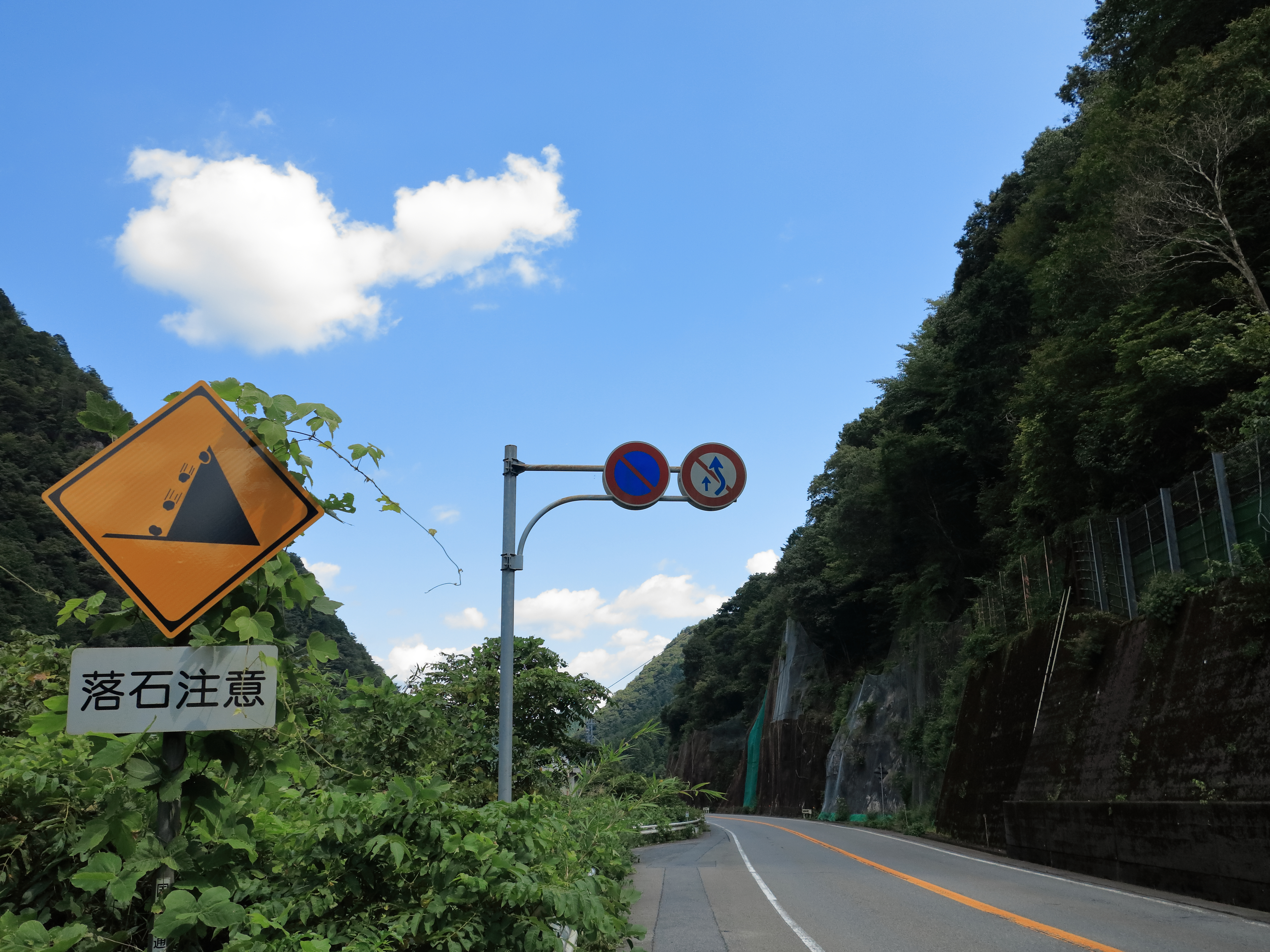
事故現場から200 m北側の60.5 km（64.5 km）地点付近に設置された国道41号上の落石注意標識。

8月17日の朝における中部地方一帯の天候は、名古屋市周辺を含め、日本海を50 km/hで北上する台風7号の影響で、にわか雨が降るぐずついた天気だった。岐阜県下も例外ではなく、雷雲が発達し、山間部を中心に朝から雷雨が降っていた。このため岐阜地方気象台は9時30分に大雨・洪水注意報を発表し、11時10分には大雨・洪水・雷雨注意報を発表した。しかし、午後に入ると雷雲は衰えて雨は小降りになり、場所によっては晴れ間も見えてきたので、レーダー観測とも照らし合わせ、17時15分に注意報は解除された。その後、19時前に放送された天気予報は、岐阜県の天気は回復し翌朝は晴れる見込みと報じた。
北海道西方の沖合い400 kmまで進んだ台風7号は、勢力を落として温帯低気圧に変わったが、大陸に横たわる秋雨前線（寒冷前線）が東北地方から北陸・近畿を経て九州付近に伸び、それに向かって太平洋高気圧から暖かく湿った空気が「湿舌」の形で流入したため、夜に入って岐阜県中部上空の大気は非常に不安定な状態となり、飛騨地方の中央分水嶺南側を中心に直径数 km程度の局地的かつ濃密な積乱雲が多数発生した（現在でいう線状降水帯）。これを捉えた名古屋地方気象台レーダーからの連絡を受け、岐阜地方気象台は20時に東濃・美濃および飛騨高山地方に対して雷雨注意報を発表し、22時30分には大雨警報・洪水注意報に切り替えた。実際、岐阜県内では17日23時から18日24時までの1時間雨量が白川町三川小学校で75 mm（ミリメートル）、上麻生78 mm、そして郡上郡美並村（現・郡上市美並町）で149 mmと激しい雨量を観測し、過去の記録を大きく上回る集中豪雨となった。
このため、日付が変わる前後から岐阜県内の山間部各所で被害が出始めていた。加茂郡、武儀郡、郡上郡、益田郡、恵那郡で家屋の全半壊および流失104棟、床下浸水3,397棟、山崩れ235か所、田畑の冠水7,345 haなどの被害が相次ぎ、加茂郡白川町、川辺町、富加村などに災害救助法が発令された。罹災世帯は3,979世帯、罹災者数は概算で17,890人に及んだ。交通機関も被害を受け、鉄道では日本国有鉄道（国鉄）高山本線古井駅 - 下油井駅間で線路が崩落し、同線内で計15か所の不通区間が生じた。また、国鉄越美南線（現・長良川鉄道越美南線）美濃太田駅 - 郡上八幡駅間でも線路浸水や道床流失、土砂流入などが各所で発生し、不通区間が生じた。道路では419か所の損壊が発生し。電話線も一般加入電話約3,200回線が不通となる被害を受けた。一連の集中豪雨によって生じた本件事故を除く人的被害は、死者14人、負傷者5人で、未曾有の大災害となった。
一方、ツアーを主催する奥様ジャーナル社長は、標高の高い地点に観光客を送迎するだけに台風7号の動きを気にしていた。17日当日は3回にわたって日本気象協会東海支部に電話を掛け、乗鞍岳山頂および往復路の天候を照会している。しかしながら主催者が気にしていたのは、あくまでも乗鞍岳山頂付近の天候が主であり、ツアーバスが走行する国道41号沿いの天候はあまり考慮に入れていなかった。さらに主催者は、18時30分に目的地の天候を気象協会に電話で照会した（当日3回目）。それによれば「乗鞍岳山頂の天候は、17日は北西の風で、にわか雨と濃霧（視程150 m）が残るが、翌日は西よりの風で霧のち晴れ、天候は回復する」という回答で、明朝になれば乗鞍岳の天候は回復すると判断した。さらに主催者は、18時に名古屋鉄道新名古屋駅案内所に電話をかけ、乗鞍岳夏期定期観光バス「のりくら号」の運行情報を問い合わせたところ、予定どおり夜行便が運行されることを確認した。それらの情報を総合して予定通りツアーを行うことを決断したが、20時に発表された雷雨注意報、さらに22時30分に発表された大雨警報・洪水注意報は把握することができなかった。17日に気象警報・注意報が発表されていなかったのは、17時15分から20時までの2時間45分の間のみで、1日を通してその大半が何らかの注意報や警報が発表されている状態だった。
インターネットどころか携帯電話も全く存在せず、無線機もごく少数のバスにしか装備されていなかった当時、運行中のバスが即時的かつ能動的に最新の気象情報を得ることは不可能に等しく、車内でラジオ放送の気象情報を聴くか、中継地点で気象情報を得るなどの方法に頼るしかなかった。

### 車団の出発から予定変更まで
乗鞍岳登山観光バスツアーの一行は、乗客・主催者・運転手・添乗員ら合わせて773人が参加するという大規模なバスツアーだった。
車団の構成は、岡崎観光自動車の予備乗務員6人を乗せたライトバンを先導車とし、その後に各観光バス15台が続いた。このうち一号車から七号車までの6台を岡崎観光自動車（四号車は欠番）、八号車と九号車の2台を知多乗合自動車、十号車と十一号車の2台を東濃鉄道バス、十二号車から十六号車までの5台を名古屋観光自動車がそれぞれ担当した。各バス間の連絡係として、奥様ジャーナルと名鉄観光サービスの社員各1人が乗用車に乗り込み、車団の最後尾に着いた。
バス主催者の奥様ジャーナル社長と名鉄観光サービス支社次長が乗った先頭の一号車を「本部車」とし、以降二号車から十六号車までの計14台には、運転手のほか交代運転手1人と添乗員1人がそれぞれ各号車に同乗した。
先導する2台のライトバンが出発してから10分後の22時20分、15台のバス・長さ600 mの車列が犬山市を出発した。
犬山市を出発した時点の天候は、曇っていたもののまだ雨は降っていなかった。22時30分に岐阜地方気象台から東濃・美濃地方に大雨警報・洪水注意報が発表され、その直後の22時40分頃にバスツアー一行が美濃加茂市内を通過したあたりから雨が降り始めた。本部車の一号車は、夜も遅いことからマイクによる車内放送を早々に打ち切り、ラジオも切って走行していた。22時58分、NHKラジオは臨時の気象情報を放送したが、ツアー主催者は大雨警報を把握することができなかった。
車団は、50 - 51 km地点の下麻生地内に差し掛かったところで激しい雷雨に遭遇した。ワイパーを高速で作動させても拭いきれないほどの豪雨で、前方の視界はほとんど効かなかった。道路は冠水し、減速しなければ走れないほどの状態になった。ツアー主催者は、その状況を一時的かつ局地的な豪雨であると判断し、断続的に走る稲光、降り続く豪雨の中を目的地に向かって進んでいった。激しい雷雨は、一行が23時19分に飛泉橋（66.7 km地点）を渡る頃まで続いた。ここまでの道中で道路状況に異常を認めるものは何もなく、同方向に進む他社の観光バスも多数あったことから、バスツアー主催者は特に前途に不安を感じず、車団はさらに北進した。

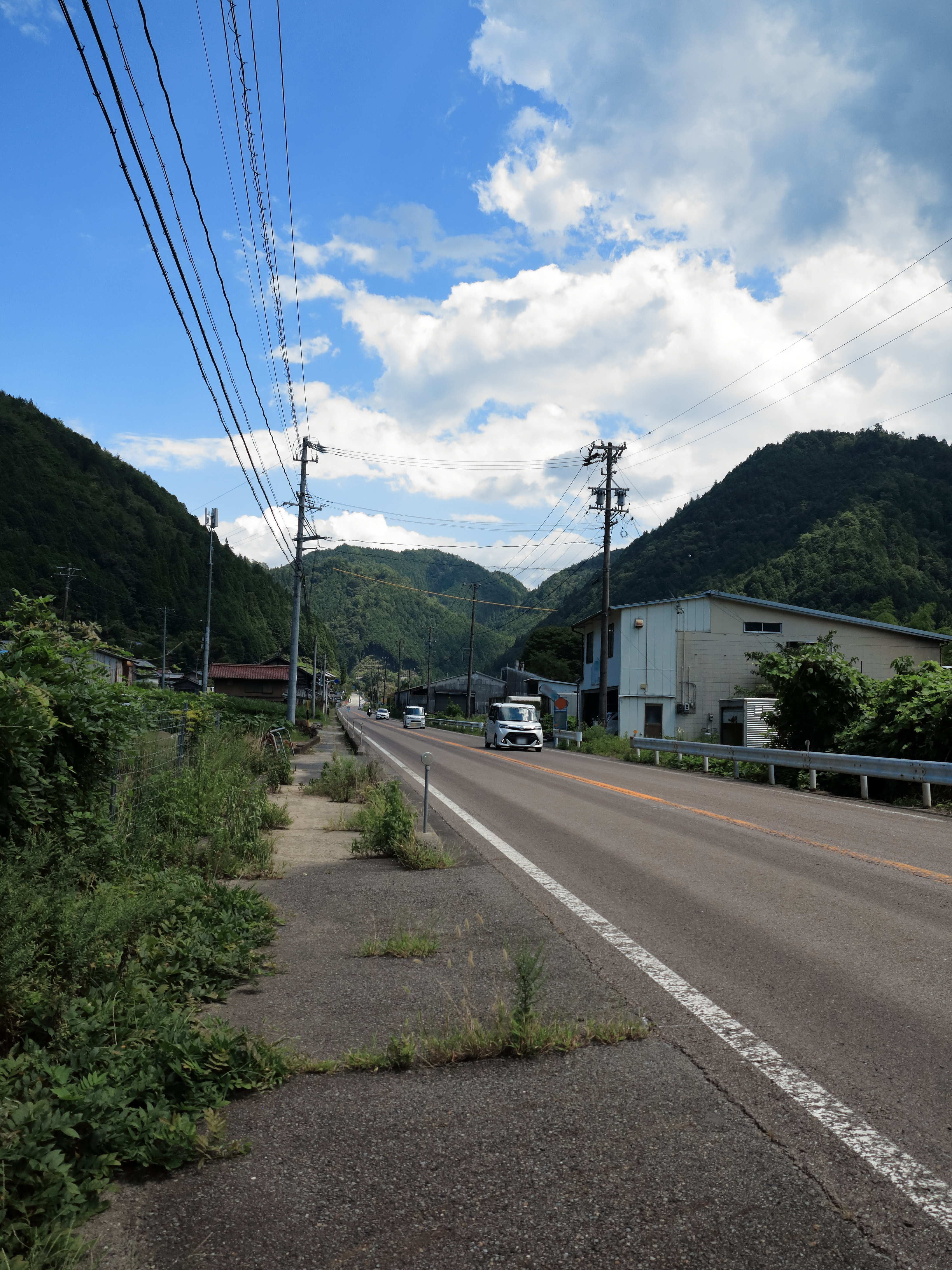
「モーテル飛騨」跡地前の国道41号。72.5 km（76.5 km）地点。

車団は23時33分、加茂郡白川町坂ノ東の76.5 km地点にある最初の休憩地とした「モーテル飛騨」に到着した。運転手たちにとっては慣れている道だったことから悪天候でも問題なく走行し、「モーテル飛騨」までの行程はほぼ予定通りだった。モーテルの駐車場にはすでに40台ほどの乗用車や観光バスが駐車して満車になっており、路上にも多くの車が停まって混雑していたため、一行は道路上で縦一列に駐車しなければならなかった。お盆休みの週末ではあったが、豪雨による道路状況の悪化が混雑に影響していることは明らかだった。

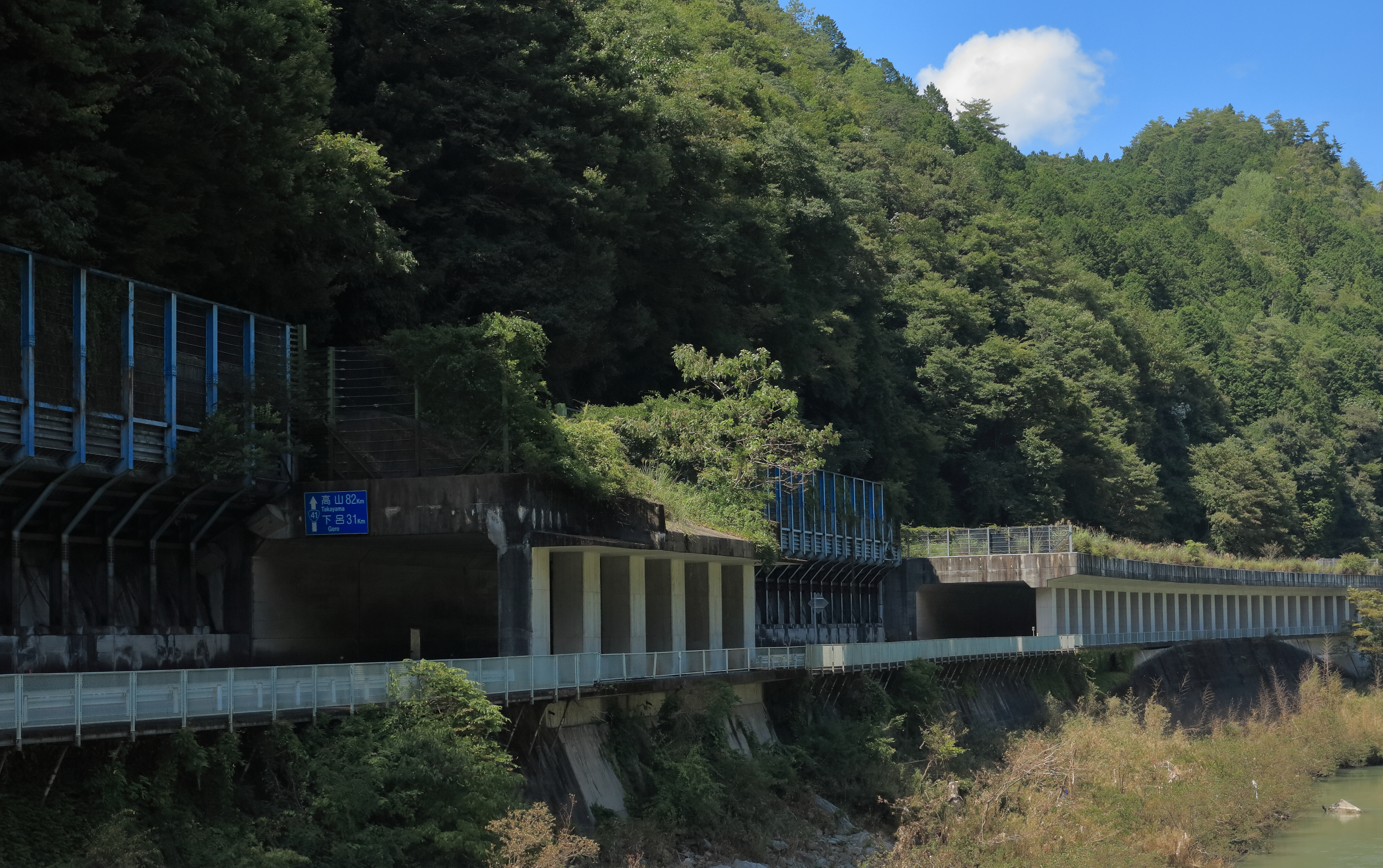
土砂崩れで通行止めとなった国道41号・74 km（78 km）地点。

バスツアーの主催者は混雑した駐車場の中に入り、他車から道路状況などを把握しようとした。そこから得た情報によると、毎時50 mm以上という猛烈な豪雨の影響により、休憩地から北方に1.5 kmほど進んだ中山七里の入口にあたる78 km地点（下油井・坂東橋付近）で大規模な土砂崩れが発生して国道41号が通行不能になっており、復旧作業は夜明け以降に行われる見通しなど、休憩地以北の道路状況が極めて悪いとのことだった。一行の先導を務めていた予備乗務員たちを乗せたライトバンが78 km地点に赴き、道路状態を実際に確認したところ、土砂崩れは両側車線を完全に塞ぐ大規模なもので、短時間での復旧の見込みが立たないことが判明した。先導車は「モーテル飛騨」に戻って主催者にその旨を報告。その情報を受けてツアー主催者2人が協議した結果、これ以上の運行を断念してツアーを1週間後に延期することとし、各号車は帰路の集合場所に指定していた各務原市の名古屋鉄道（名鉄）新鵜沼駅前まで引き返すことが決定された。
主催者2人は、添乗員と運転手を集めて決定事項を説明し了解を得た。その後、添乗員を通じて乗客にもツアー延期と出発地へ引き返す決定が告げられたが、それに異議を唱える者はいなかった。下呂・高山方面への北進を諦めた車両は「モーテル飛騨」から次々と名古屋方面へ南進し始めた。どうしても北進する必要がある約20台の車両のみが駐車場に留まる状況だったことから、ツアー延期と出発地へ引き返す判断は、やむを得ない措置だと認識された。
旅行を中断して出発地点まで引き返す決定に至った理由は、道中のさらなる道路状況の悪化が予想されるうえ、土砂崩れ現場（78 km地点）の復旧作業が夜明け以降に始まるとの見通しから、ツアーの目的である「乗鞍岳山頂で御来光を迎えること」が不可能となったためである。こうして往路で通過してきたばかりの道中をやむなく引き返し、乗客を車中泊ではなく帰宅させるという決断が下された。「モーテル飛騨」までの往路の道中で道路状況に異常はなく、国が設置し管理を行う国道に対する安心感も働いたことから、バスツアー主催者や運行者らが帰路に対して危険性を感じることはなかった。しかしながら、この進路変更の決定は結果的に土砂崩れや土石流発生の危険地帯である飛水峡区間に車団を導き、乗客を土砂災害に巻き込む最悪の判断となってしまった。

### 帰路
日付が変わった8月18日0時5分、乗鞍岳登山観光バスツアーの一行は道路上で各車が反転し「モーテル飛騨」を出発。合計15台の車団は激しさを増す雷雨の中を名古屋への帰路についた。このとき、一号車から五号車の計4台の後ろに十四号車が入り、その後に六号車から十六号車の計10台が続いた。5 kmほど南へ進んだ「七曲モーテル」で十四号車が休憩を理由に停車したため、六号車と七号車は十四号車を追い抜き、一号車から五号車を追随しつつ、計6台の車団を形成し先行していった（この岡崎観光自動車に所属する計6台の車団を第1グループと呼ぶ）。八号車から十六号車の計8台は、十四号車に合わせて「七曲モーテル」前に停まり、その後に計9台の車団で走行を再開した（この別会社の混成である計9台の車団を第2グループと呼ぶ）。

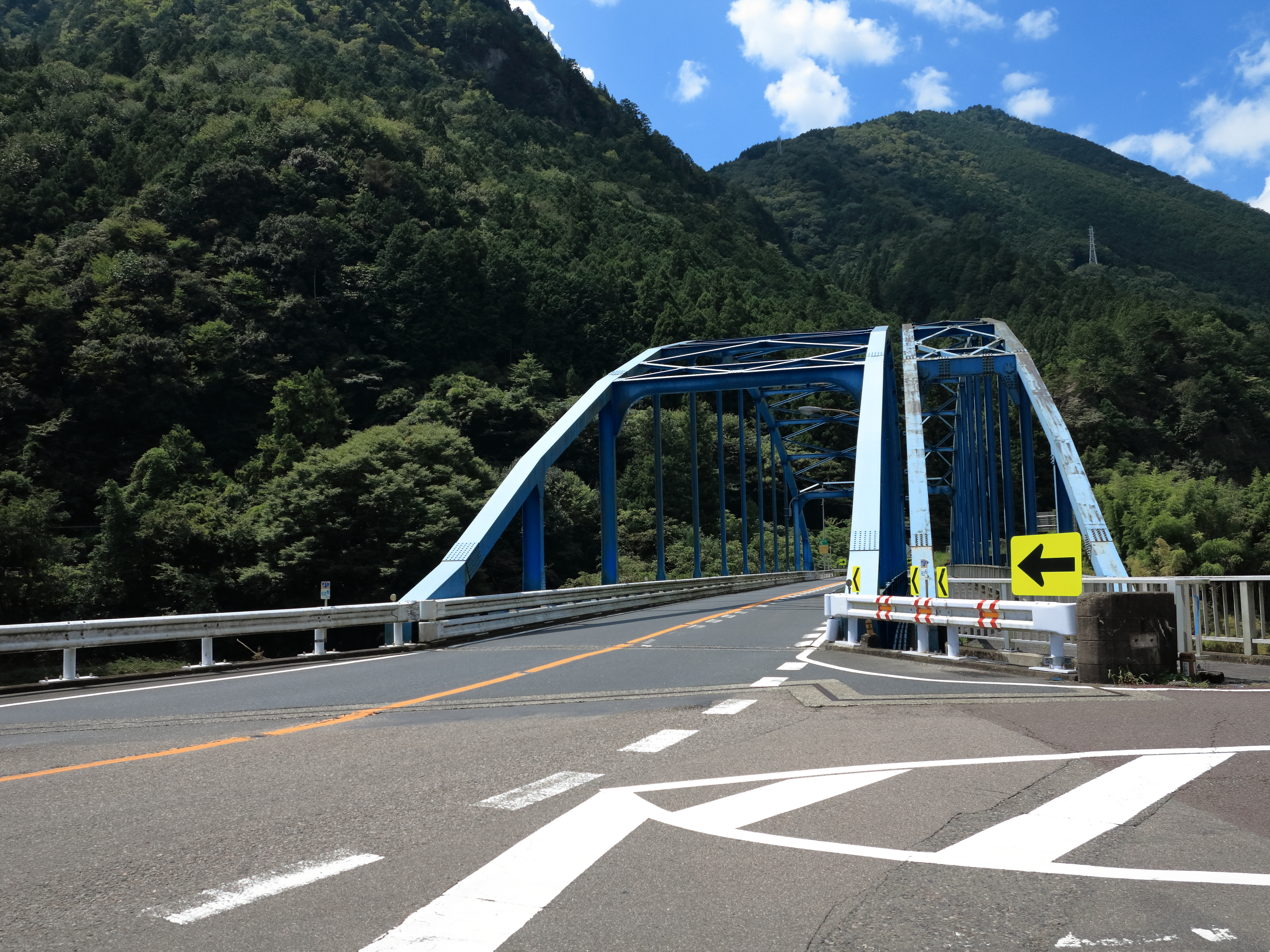
国道41号・名古屋方面から見た飛泉橋。62.6 km（66.6 km）地点。

先行した第1グループの6台は、モーテル飛騨から南へ10 kmほど進んだ国鉄高山本線白川口駅前（66.8 km）を0時17分に通過し、同18分には飛泉橋（66.7 km地点）を渡った。その時、第1グループは白川口駅前に他社の観光バスや乗用車が多数停まっている状況を視認していたが、道路状況の異常を認識していなかったために飛水峡区間へ向かって進んでいった。通行規制は、飛泉橋を下呂方面に向かって渡る車両には「北進禁止」の看板が23時30分頃から警察によって掲出されていたが、名古屋方面に向かって南進する車両に対しては何も出されていなかった。またこの時第1グループは、南進するにあたって第三者から何の警告も助言も受けなかった。

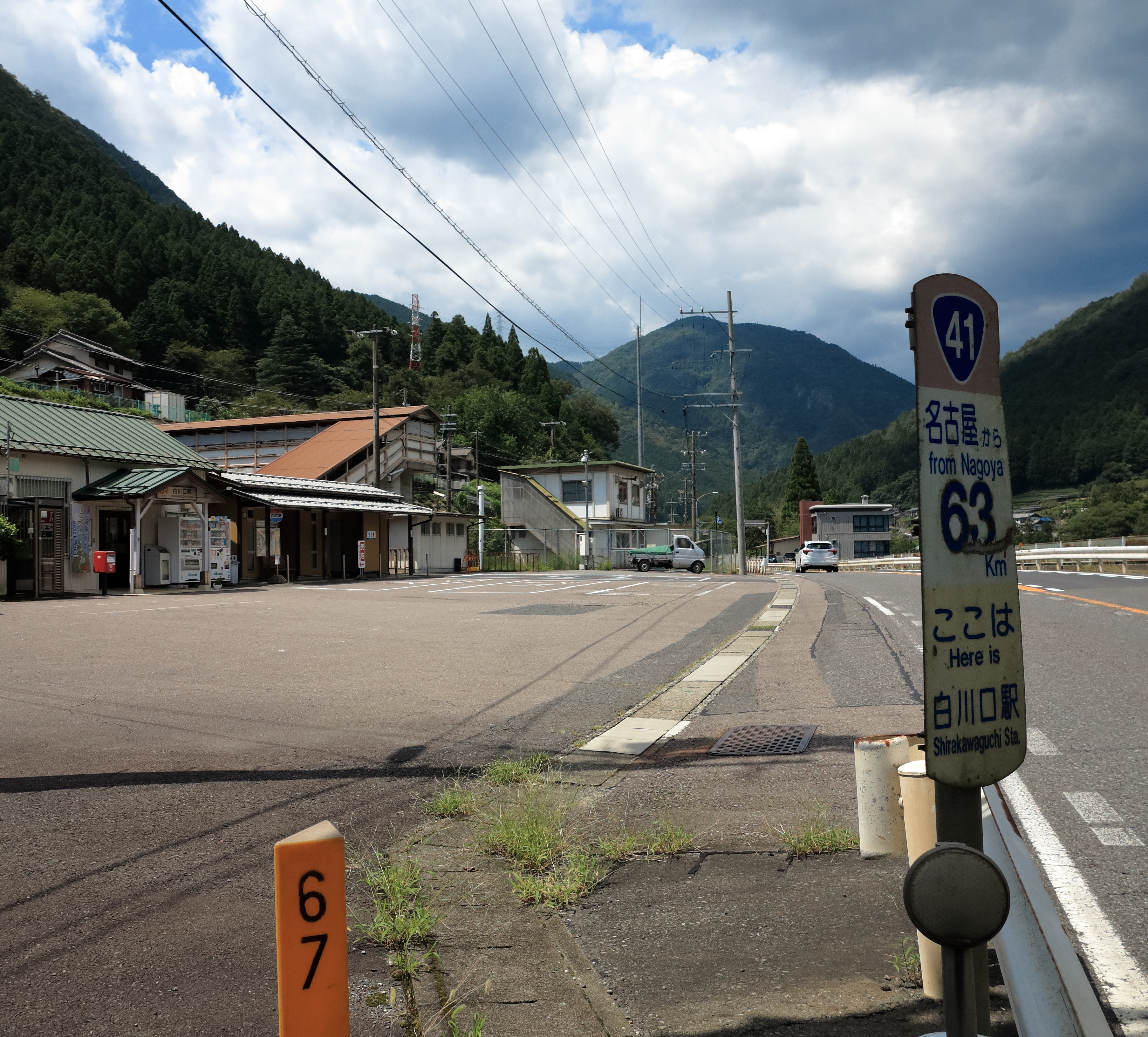
JR高山線・白川口駅前広場。国道41号・63 km（67 km）地点。

一方、やや遅れて走行していた第2グループは、69.6 km付近を通過した際に、山側から道路上に土砂が流出している状況に遭遇した。先頭の十四号車は土砂流出に遭遇しなかったが、十四号車を除く八号車から十六号車の計8台は土砂を避けて通行した。0時20分頃、先頭の十四号車が白川口駅前に差しかかった時、運転手が駅前に停まっていた複数の観光バスの中に同方向へ進む同僚のバス2台（名古屋観光自動車）を偶然見つけたため、駅前に停車。それに追随して他の8台も同駅前に停車した。十四号車の運転手は同僚が故障などのトラブルに遭ったのかと思い、歩み寄って事情を聴いたところ、「この先の飛水峡方面の道路状況が悪化しているので運行を中止する旨を会社に連絡していた」とのことだった。その旨を聞いた第2グループの他の運転手らは、会社への連絡などのために駅前の公衆電話に向かった。そこへ、飛騨川の水位を警戒していた白川町消防団第二分団の消防団員が駅前に到着。消防団員は駅北側の駐車場に停車していた車両に対して、飛騨川の増水に備えるためにその場からの退避を勧告し、駅前の交通整理をしたのち、各民家の警戒と通行止め措置のためにその場を去った。第2グループの運転手らは、飛水峡方面から白川口駅前へ北進してくる車両から直接情報を得たところ、やはり飛泉橋から南方の飛水峡区間では所々で土砂崩れがあり、道路が通行不能になっている箇所があることを知らされた。これらのことから第2グループの運転手らは協議を行い、白川口駅前広場で道路が復旧するまで待機することを決め、深夜の豪雨をやり過ごすことにした。以上のような経緯から、第1グループと第2グループで明暗が分かれる結果となった。
一方、0時20分に飛泉橋を渡った第1グループ6台は、直後の65.25 km地点で小規模な土砂崩れに遭遇した。土砂は山側の左車線を高さ64 cmで全面を塞ぎ、センターライン付近で高さ20 cmほどだった。川側の右車線に土砂は被っていなかったが、頭大の石が十数個ほど転がっていた。土砂と石は人力で取り除くことが可能だったので、運転手と添乗員らがずぶ濡れになりながら手分けして土砂をスコップで除去し、石を全て飛騨川へ落とした。そして作業終了から15分後に運行を再開した。この時、反対車線（右車線）には北進する他社の観光バスや乗用車が待機しており、ツアー主催者や第1グループの運転手らは南方の道路状況に不安を感じることはなかった。
0時40分、上麻生ダム付近から南へ1 kmほど進んだ64.17 km地点で大規模な土砂崩れが生じ、道路が完全に寸断されていたため、第1グループの6台は運行不能に陥った。土砂崩れ現場で立ち往生した30台ほどの各車は、安全のために飛騨川寄りの右車線に停車した。そこへ1時頃、白川町消防団第二分団の消防団員が徒歩で現場へ警戒にやってきた。同消防団は飛泉橋を渡って南進した車両を直接目撃していたため、南方の道路状況が改善したのかと思い、確認のために同現場付近へ向かってきた。到着した消防団員は、土砂崩れ現場で立ち往生していた30台ほどの全車両に対し、さらなる溢水や落石の危険があるとして白川口駅方面への退避を勧告した。第1グループの6台はこの勧告に従い、白川口駅方面へ2 kmほど戻ることにした。
第1グループ先頭の一号車は、前方で木材を積載した大型トラックが川側の右車線を塞ぐ形で停車していたために、山側の左車線から同トラックを追い越して右車線前方に出ようとしたところ、がけ崩れの先端に出くわしてしまい、行く手を阻まれてしまった。二号車と三号車は一号車を追随していたので、3台のバスは大型トラックの真横の左車線に停まらざるを得なかった。一号車から三号車の3台は、安全な川側の右車線に移ろうにも、すでに五、六、七号車が大型トラックの真後ろの右車線に停まっており、さらには道路上での転回が不可能な道幅であったため、やむなく三号車から先に後退で左車線を移動し始め、その後に二号車、一号車が続いて後退した。3台のバスは、右車線に移った後に一号車から先に後退を開始し「三、二、一」号車の車列で約100 mほど白川口駅方面へ移動を開始した。一方、五号車から七号車の3台は、同現場からは大きくは後退せず、停車位置を前後に微調整した以外は当初の位置を保った。その結果、三号車から一号車は車団最後尾の七号車の後ろに着く形となり、五号車が車列の先頭に出て「五、六、七、三、二、一」号車の順になった。こうして第1グループ6台のバスは、各車が5、6メートルの間隔を取りつつ、飛騨川寄りの右車線に約100 mの長さで停車した。先頭の五号車と六号車が停車した位置は、64.3 km地点の河岐山・西斜面に流れている沢の真横だった。
車列の最後尾に着いた一号車は、白川口駅方面へ先行して大きく後退していったが、1時過ぎに64.45 km付近まで来たとき、その付近に立ち往生していた他の観光バスの間をすり抜けようとしたトラック2台が、両車ともに山側の左車線側溝に脱輪した。これらを救援しようと他のトラックが脱輪車をけん引したところ、他の観光バスと接触事故を起こしてしまい、両側車線が全面的に塞がれた。その間にも南進する他車が接触事故現場へ続々と走ってきて、付近は混雑状態となった。その影響で一号車はそれ以上の後退ができなくなった。こうして第1グループの6台は1時間ほど、その場で身動きが取れなくなってしまった。
こうした中、1時35分頃に64.3 km地点から約600 m北方の64.8 km地点でも土砂崩れが発生し、続けて1時50分頃には64.6 km地点でも土砂崩れが発生した。これにより、第1グループの6台は車列の前後を土砂で塞がれ、完全に道路上で走行不能に陥ってしまった。それでも一号車から三号車の各車は、土砂崩れの危険を避けようとバスの停車位置を微妙に変える措置を取った。
豪雨が降り続く中、各号車の補助運転手は車外に出てヘッドライトを外し、崖を照射して土砂崩れや鉄砲水の警戒にあたった。また、後方の状況を伝えるために三号車の運転手が先頭の五号車に向かい、六号車の運転手も対策を協議するため七号車に移動するなど、危険回避に向けた取り組みが行われた。
乗務員らによる警戒が続く中で、七号車などの乗客らは前方に停まっている五号車と六号車をうらやましく感じていた。なぜなら、前の2台が停まっている場所には山の斜面から土砂や小石が落ちて来ないのに、自分たちが停まっている場所には頻繁に細かい土砂や石が落ちてきており、不安と恐怖を感じていたためだった。このため「五号車と六号車は場所がいい」などと車内では話されていた。64.3 km地点の沢については、運転手らにはその状態がよくわからなかった。暗闇の中で鬱蒼と生い茂る木々に覆われた沢はその姿を隠していたが、土砂が堆積した崖や法面よりは危険は少なそうだった。この時点では土砂などは落ちてきてはおらず、とりあえず安全な地点のように思えた。消防団からの助言でも、金網で斜面を覆っていたり土砂が剥き出しになっていたりする箇所よりかは安全性が高いとされており、五号車と六号車はその場所から後退しなかった。

### 事故発生

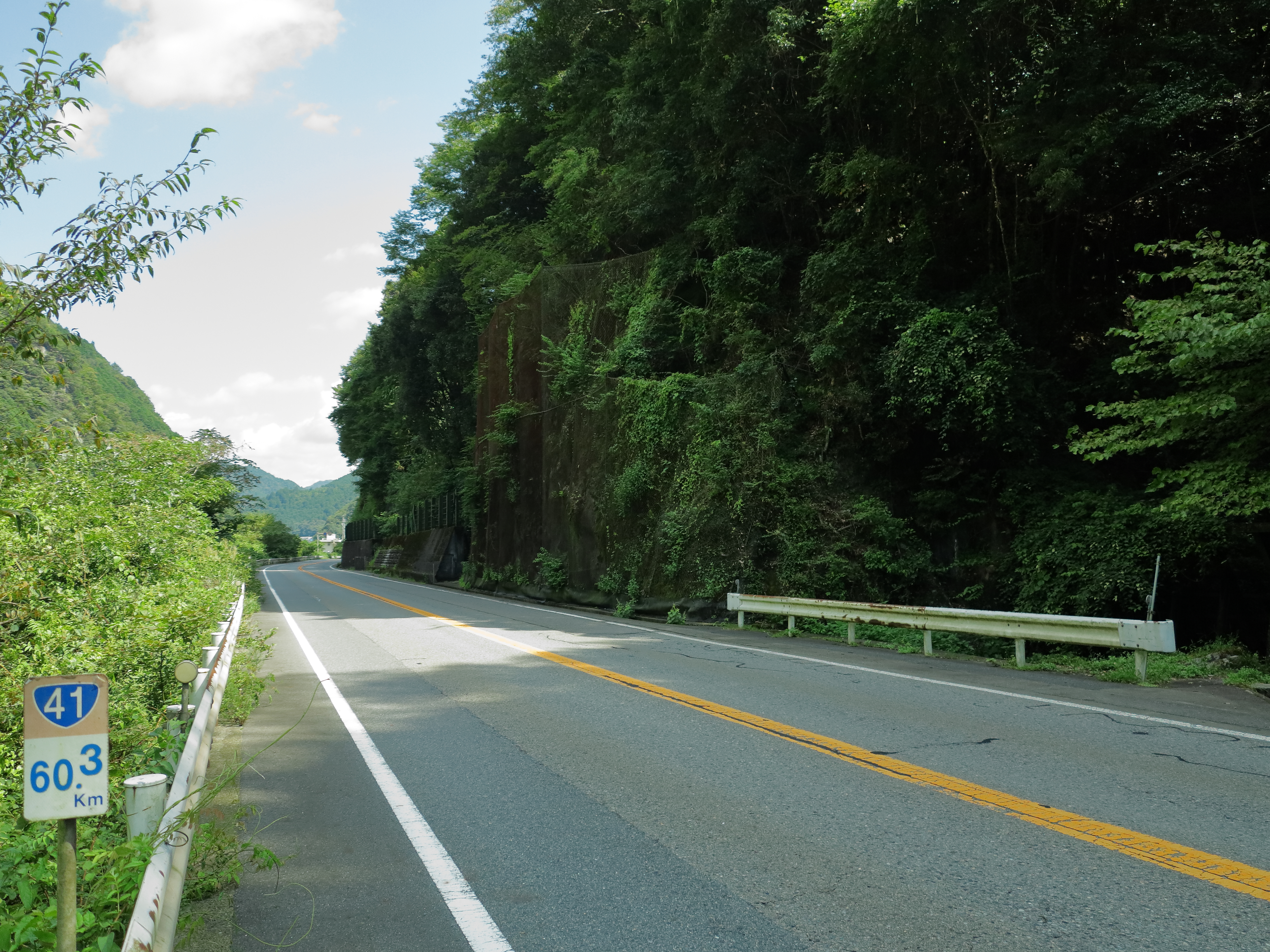
飛騨川バス転落事故の事故現場。国道41号・60.3 km（64.3 km）地点。短いガードレール部分（写真右）が土石流発生の沢。

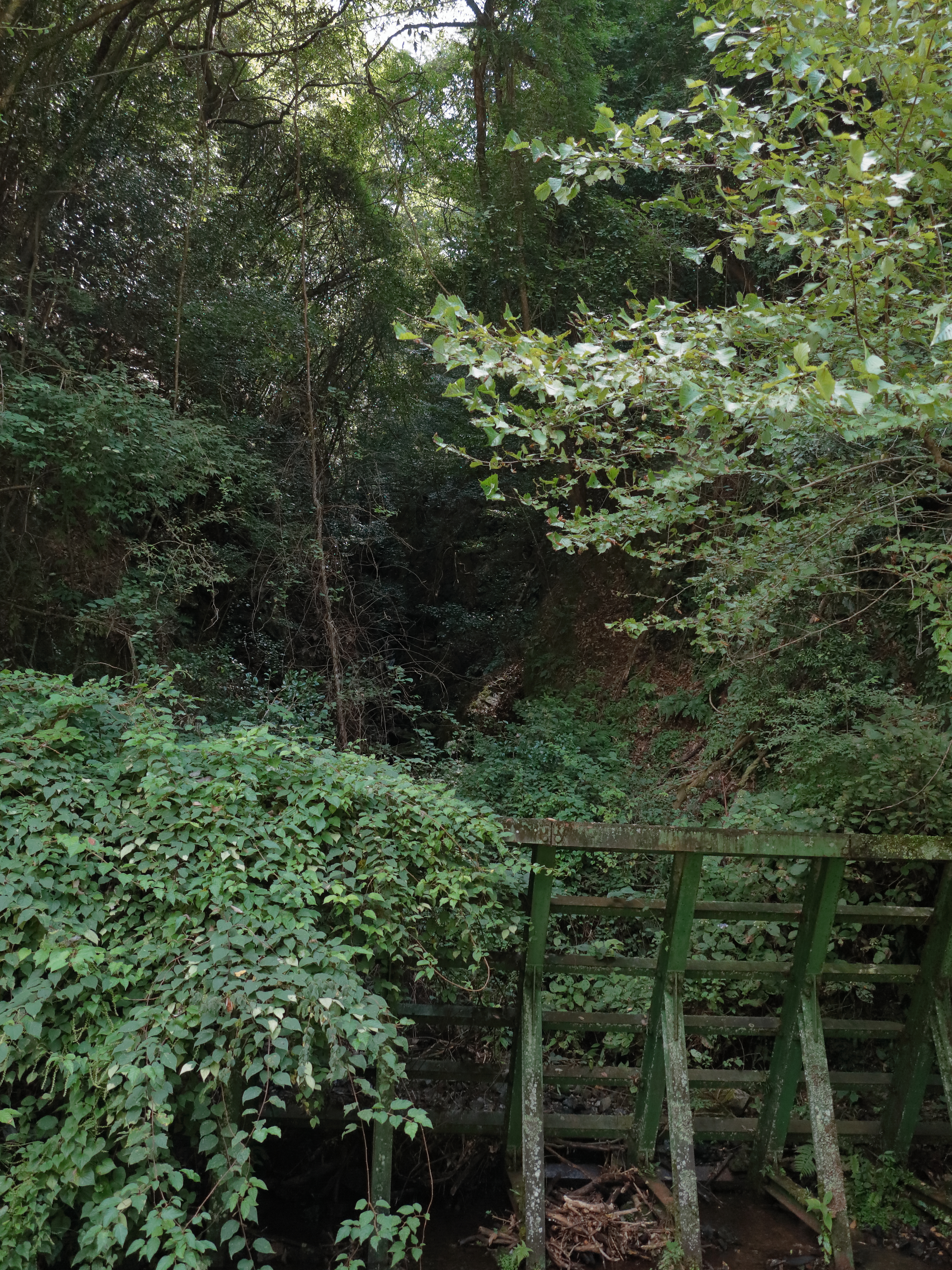
国道41号から見た飛騨川バス転落事故の事故現場に流れる河岐山西斜面の沢。この沢の上流で発生した土石流が2台の観光バスを直撃し飛騨川へ押し流した。

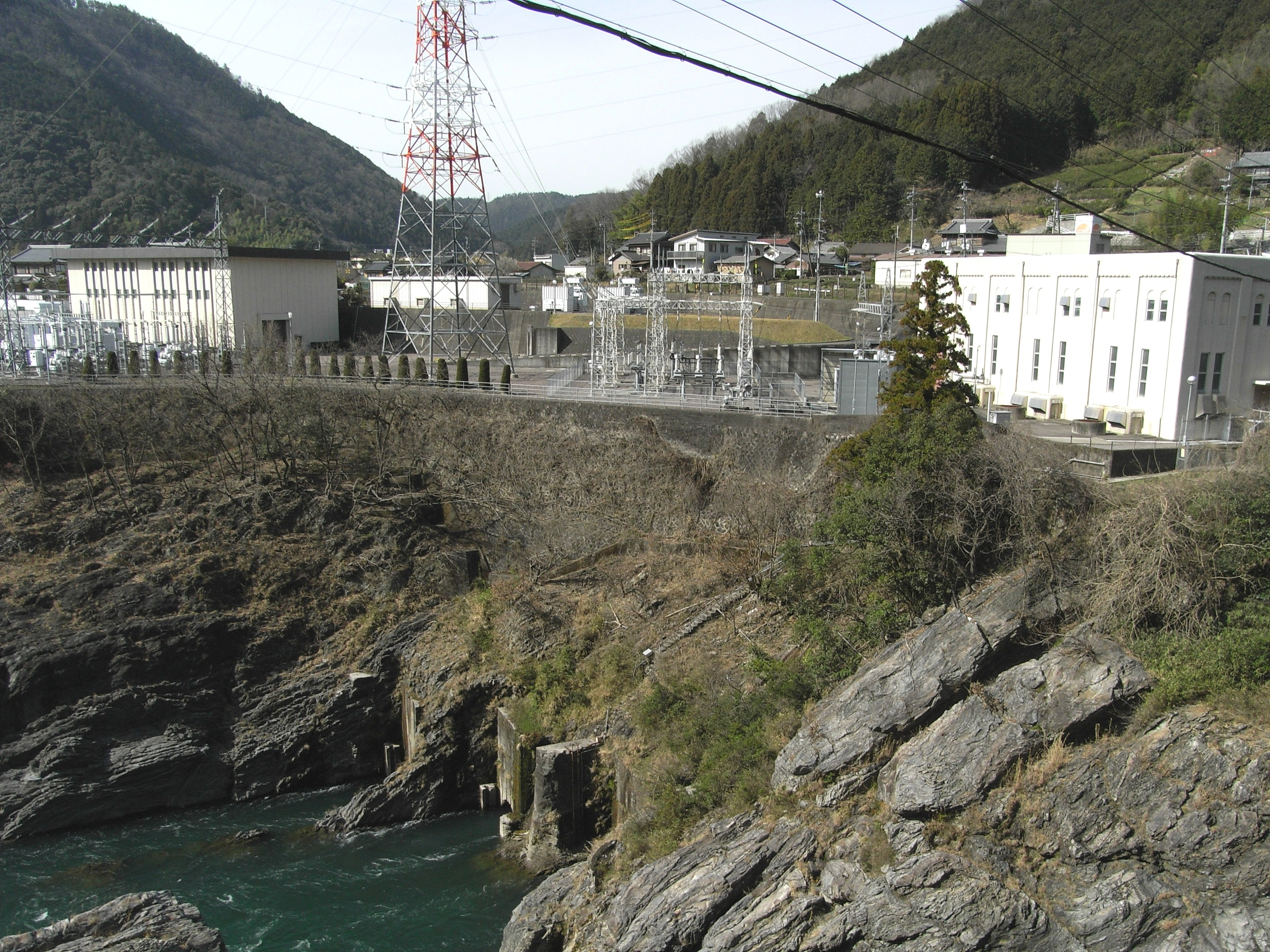
上麻生発電所。ここから事故の第一報が伝えられた。

第1グループの計6台の観光バスが国道41号で走行不能に陥ってから1時間半が経過しても、雨は依然として雷を伴って激しく降り続いており、1時からの1時間雨量は白川町で37 mm、上麻生で41 mmを記録していた。バス乗務員たちは最大限に土砂災害を警戒していたが、その最中の2時11分、五、六、七号車が停車していた64.3 km地点で河岐山・西斜面の沢の上流、標高440 - 490 m付近、国道41号からの直線距離にして606 - 695 mの範囲で、長さ約100 m、幅約10 mの岩盤崩落が起き、地鳴りとともに巨大な土石流が発生した。推定3,000から7,000立方メートル、10 tダンプカーに換算して約500から1,000台分の岩石と土砂が流出した。巨岩と土砂は、約30度の山の急斜面を36 km/h（10 m/s）の速度で一気に滑り落ち、五、六、七号車を直撃した。七号車は1 mほど横滑りしながらもガードレールに抑えられたが、五号車と六号車は「メリメリ」という金属音を立てながらガードレールを突き破り、約15 m下の増水した飛騨川へ転落、2台とも濁流に飲み込まれて乗客乗員もろとも消息不明となった。五号車と六号車にはあわせて107人の乗員乗客が乗っていた。事故現場付近の飛騨川は、普段ならば国道41号の50 m下を水深3 - 4 mで川の中央部だけに水が流れているが、事故当時は集中豪雨によって川幅いっぱいに川面が広がり、水深は30 m分も増水していた。水面の高さは道路から15 m下にまで達していた。土石流が収まった後の五号車と六号車が停まっていた場所には、740立方メートル分の巨岩と土砂が堆積し、沢の水が川を作って滝となり、飛騨川へ激しく流れ落ちていた。また現場のガードレールは、2台のバスが圧し潰したためか無惨にも折れ曲がり無くなっていた。こうした大惨事にもかかわらず、運転手1人、添乗員1人、乗客1人の計3人（3人とも男性）が奇跡的に救助され、白川町の病院に収容された。いずれもバスの割れた窓ガラスから濁流の中に投げ出され、川岸に生えていた木の枝などに掴まり、自力で這い上がるか一般ドライバーに救助されるなどして生還に繋げた。
事故発生時に車内で就寝している乗客も多かったが、予期せぬ大音響と震動で各号車の車内は総立ちとなり、特に大惨事を目の当たりにした七号車は騒然となった。奇跡的に生還した3人のうちの一人である五号車の運転手は、バス転落の瞬間に車内の子供たちが上げた「アーッ！」という叫び声が耳から離れなかったという。六号車の運転手は七号車から自車の最期を目撃し、五号車にいた三号車の運転手は消息を絶った。
事故発生直後の2時15分頃、上麻生ダムから岐阜県警加茂警察署白川派出所に「国道41号で発煙筒のようなものが焚かれていて異常事態が発生したようだ」と通報が届いた。通報を受けた駐在所員と白川町消防団員が現場に駆け付けようとしたが、土砂崩れと冠水の影響で事故現場に近付けず、状況を確認できなかった。山を越えて迂回路で事故現場の確認に向かうことも検討されたが、危険性が高いと判断され一時的に断念した。難を免れたバス乗務員たちは、いく度も発煙筒を焚いて事故発生を知らせると同時に、乗客を車外に誘導して安全確保に努めた。4人の乗務員が救助を求めるために2か所の崩落現場を乗り越え、飛騨川の対岸にある上麻生ダム見張所に向かった。同見張所で当直にあたっていた上麻生発電所職員は、乗務員4人の要請を受け、直ちに通信線でダム本部（上麻生発電所）に連絡するとともに、二次災害を防ぐために乗客乗員や一般ドライバーたちを見張所や水門機械室、資材倉庫へ誘導し、一時的に避難させた。上麻生発電所は、事故発生を岐阜県警本部へ通報した。発煙筒は、国鉄高山本線の保線区員によっても確認され、区員は燈火を振って応答した。白川町消防団は、3時30分頃に白川町役場が白川町住民に避難命令を出した関係で各住民を避難場所に誘導する措置を取った。5時頃、消防団員は再び発煙筒が焚かれていた場所へ確認に向かったところ、上麻生ダム付近でバスの乗客らから事故の発生を知らされた。その後に150人の消防団員が事故現場へ救助に向かい、バスの乗員乗客ら約200人を1時間半ほどかけて3キロメートル先の白川町中学校体育館に避難させた。救助に際しては、避難場所へ行くまでに流出した土砂や濁流をいくつも乗り越える必要があったため、ロープを何本も渡して避難の安全を図った。避難者の中には、互いの体をロープで縛り連なって避難するケースも見られた。一方で事故現場付近に再度赴いた派出所の駐在所員は、5時頃に消防本部から事故発生の情報を受け取り、国鉄白川口駅の鉄道電話で加茂署に通報した。このとき警察専用電話は不通となっていた。また上麻生ダムから通報を受けた岐阜県警本部は、県内の集中豪雨被害の対応に当たるために出動していた機動隊員30人のうち4人に対して急遽、飛騨川バス転落事故現場への転進を命じた。それは転落事故から3時間29分が経過した5時40分のことだった。
事故は朝のニュースで全国に速報され、世間の関心は飛騨川の事故現場に集中した。

## 事故後

### 救出作業

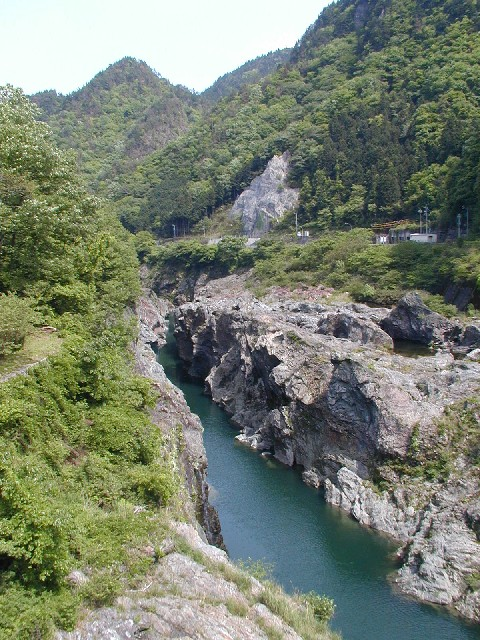
飛水峡。切り立った断崖が両岸に迫り、捜索隊の救助活動を苦しめた。

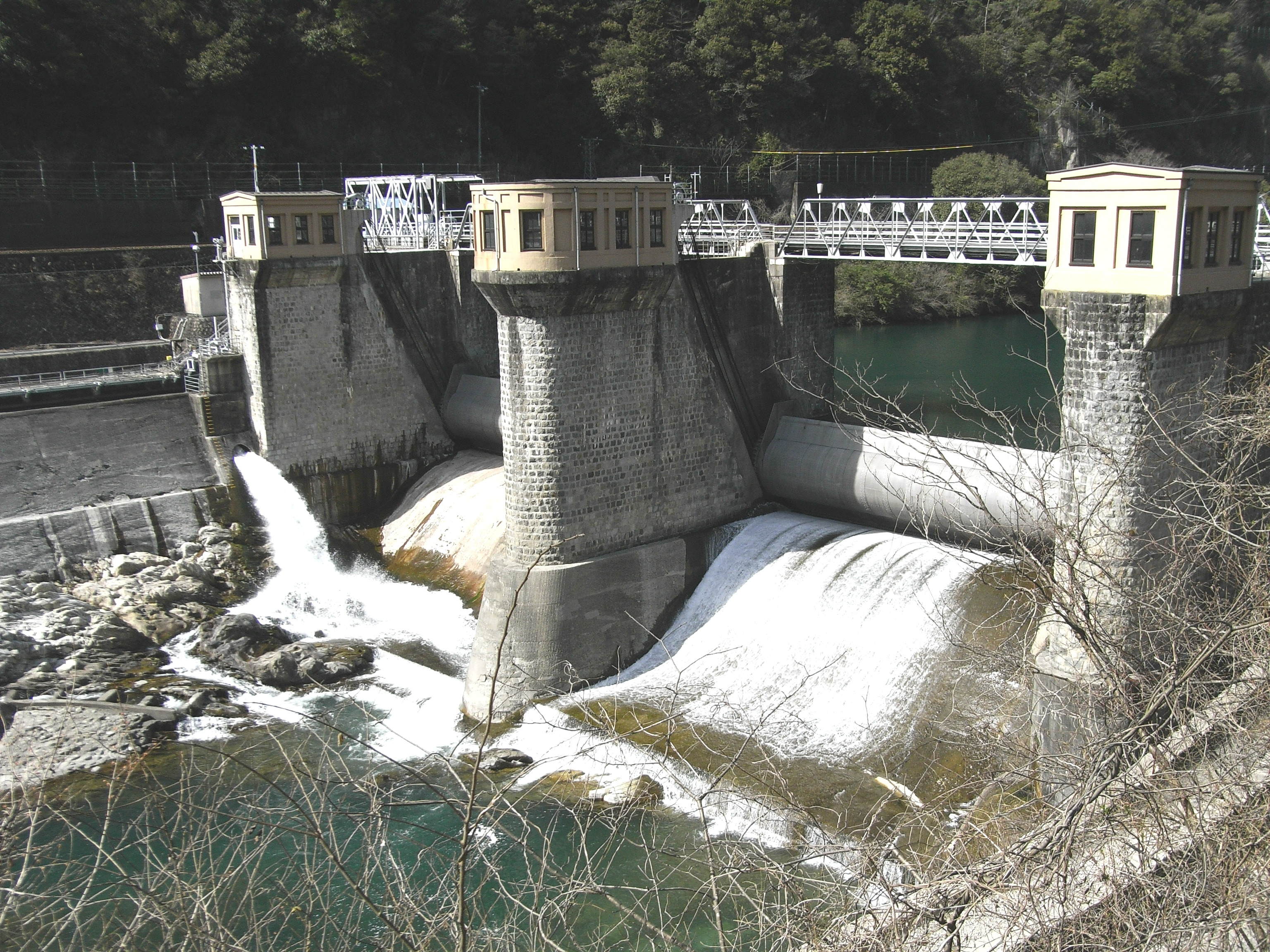
事故地点から約900 m上流にある上麻生ダム。水位零作戦の前線司令部となった。

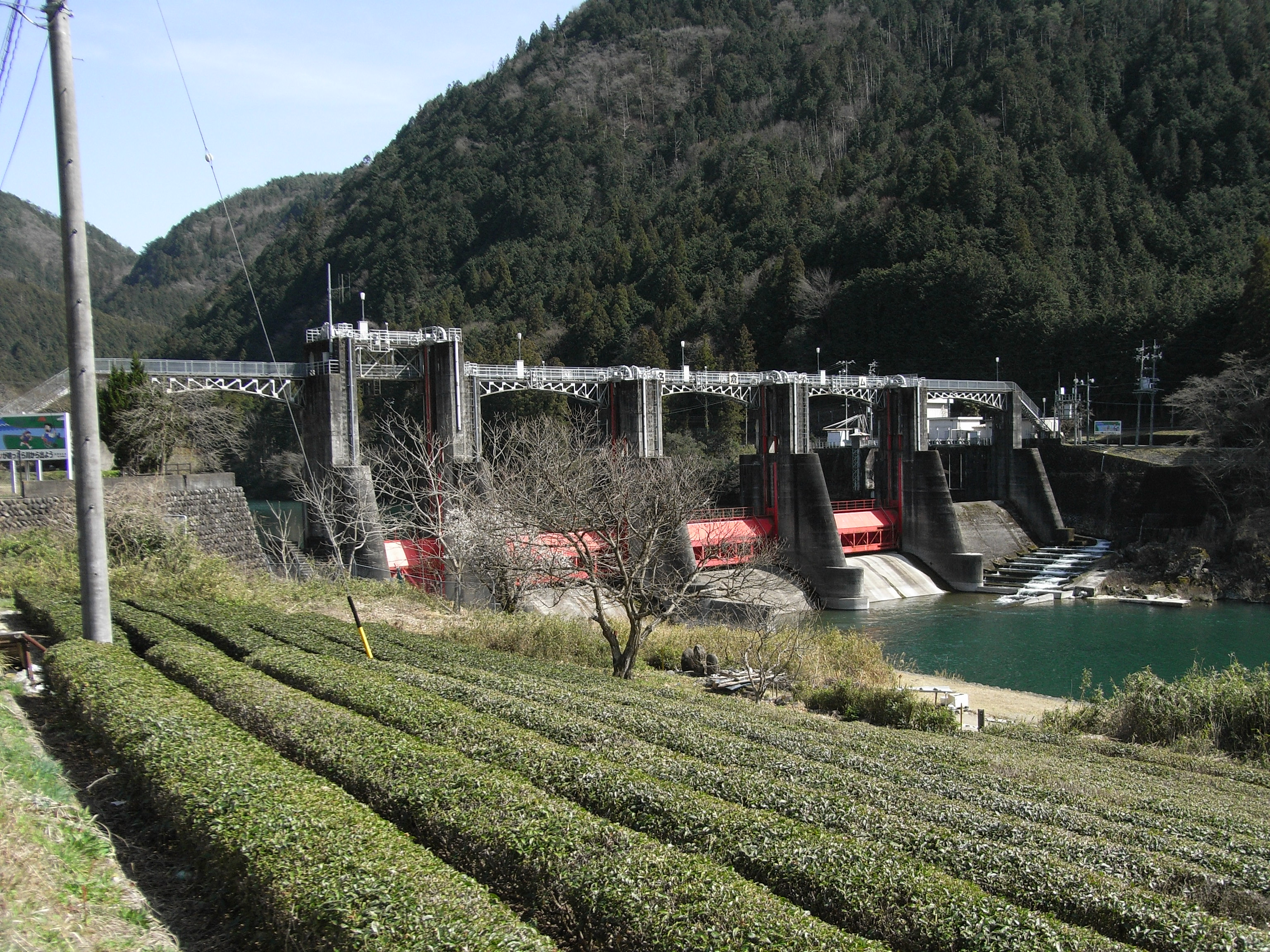
上麻生ダムの上流にある名倉ダム。水位零作戦において役割を担った。

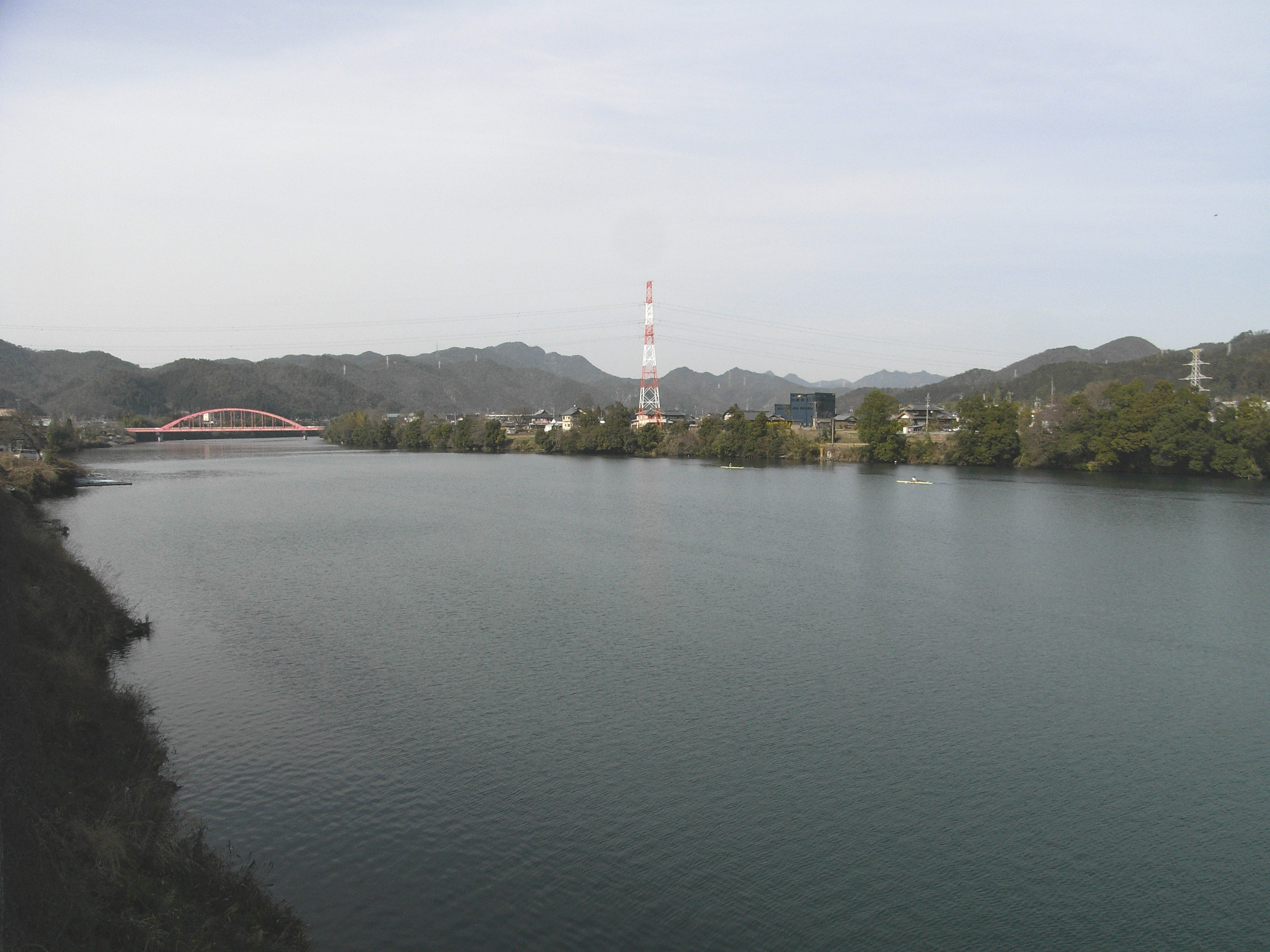
飛水湖。貯水を全て放流し捜索活動が行われた。

通報を受け、加茂警察署ほか4警察署機動隊、各地域の消防団、さらには陸上自衛隊第35普通科連隊などが岐阜県から災害派遣要請を受けて救助活動にあたるなど、捜索活動を側面支援した。しかし、現場は飛騨木曽川国定公園にも指定されている名勝・飛水峡の上流部にあたり、両岸が深く険しく切り立った峡谷を形成していた。100名を越す乗員・乗客の安否はもちろん、車体すら発見できなかったが、事故翌日の8月19日10時30分頃、転落現場から約300 m下流で、五号車がタイヤを上にして車体を「くの字」に押し潰された状態で発見され、砂だらけの車内から3名の子供の遺体が収容された。このほか転落現場周辺で23名の遺体が発見されたが、六号車や他の行方不明者は発見できなかった。
普段から飛騨川は日本有数の急流として知られるが、豪雨に伴う激しい流れにより救助活動は難航する。しかし、行方不明者の家族は早急な車体回収と引き揚げを要請した。
これに応じて、上流にある名倉ダムも活用して上麻生ダムの放流を停止し、水が引くわずかな時間を利用してまだ発見されていない六号車の捜索を実施することになった。上麻生ダム直下の飛騨川の水位をゼロにするということから「水位零（ゼロ）作戦」と名付けられたこの作戦は、上流の名倉発電所が発電をしている限りは名倉ダムの満水到達時刻を遅らせられること、名倉ダムから上麻生ダム間の飛騨川は蛇行を繰り返すため洪水到達時間までおよそ一時間かかること、上麻生ダムのゲートが莫大な水圧に耐えられる構造であるために可能な作戦だった。しかし、上流で雨が降ればこの作戦は遂行できない。
「水位零作戦」は21日深夜、県・警察・消防・自衛隊との合同連絡会議において提案され、翌22日朝8時0分をもって決行されることになった。
これに先立って、バスを引き揚げる重機を操作するため陸上自衛隊豊川駐屯地から重車両部隊が、また水中の捜索に対応するため海上自衛隊横須賀基地の潜水部隊が招集され、夜を徹して現場に急行した。22日8時0分、上流部で降雨がないことを確認し、作戦が始まった。以下に作戦の概要を時系列で記載する。
- 8:00 - 上麻生ダムのゲートを全開にして、上麻生ダム湖の貯水を全て放流する。同時に上流の名倉発電所では全出力運転を行い、名倉ダム湖の貯水を可能な限り使用し下流への放水を抑える。
- 9:50 - 名倉発電所の運転を急停止し、名倉ダムからの放流を開始する。
- 10:00 - 上麻生ダムのゲートを全閉にして、貯水を開始する。同時に上麻生発電所はダム湖から可能な限り取水を行って全出力運転を行い、ダム湖の満水を少しでも遅らせる。

このゲート全閉によってダム直下流の飛騨川は流量がゼロとなって、ため池のような状態になった。そして、六号車が転落地点から400 m下流の川底にて半分砂に埋もれ岩に引っかかった状態で見つかった。30分後の10時30分、ダム湖が満水になり危険な状態となったため、捜索隊全員に退避命令を下し、再度上麻生ダムは放流を始めた。
上麻生ダムは中部電力の発電専用ダムであり、洪水調節機能は持たない。しかも1926年（大正15年）完成と当時でも古いダムである上、総貯水容量はわずか24万 tしかなく、豪雨時にはいつもゲートを全開にしていた。
後年の玄倉川水難事故の際にも取り沙汰されたが、洪水調節機能がなく貯水容量の少ないダムの場合、増水時におけるゲート閉鎖はダム本体の決壊という重大な影響を及ぼす可能性がある。しかし、この事故に際しては緊急事態であったことや、もはや生存者の発見は絶望的とはいえ、あくまで可能性がある人命救助のためという考え方による異例の緊急措置として行われ、難航する捜索活動に大きく貢献した。
「水位零作戦」は翌8月23日と24日にも再度実施された。川岸に引き揚げられた六号車は、屋根から窓付近までの車体上部が水平方向へ一直線に削ぎ落されたような状態となっていた。座席などの車内の物品もそのほとんどが流されて失われており、屋根のないオープンカーのような状態になった六号車は、五号車よりもさらに無残な状態だった。捜索の結果、車内からは子どもの1遺体が発見されただけだった。この車体の破損状況から、濁流による水圧がどれほど凄まじいものだったかを、改めて捜索隊に見せつけた。
辛うじて残っていた1体以外の遺体がすべて流されていたため、さらに下流の捜索が必要となり、今度は川辺ダムの人造湖である飛水湖にまで捜索範囲を拡大し、川辺ダムの貯水を全放流して湖を空にした。これは1937年（昭和12年）に同ダムが完成して以来、初の試みであった。こうして空になった飛水湖に捜索隊約1,000名が入って捜索を開始した。

### 被害と影響
行方不明者はすべて飛騨川に投げ出されており、事故の翌日には知多半島にまで遺体が漂着したため、捜索は下流の広い範囲にまで拡大された。最終的には、陸上・海上・航空自衛隊員9,141名をはじめ、警察・消防、バス会社・名鉄グループの関係者など、9月15日までに延べ36,683名、車両262台、ヘリコプター9機、船艇888隻などが投入され、9月16日からは1日平均250名の規模で飛騨川・木曽川、さらには伊勢湾まで1か月以上にわたり捜索が続けられたが、難航する。魚が遺体を食っているという根拠のない風評被害で伊勢湾の漁業従事者が打撃を受けるほどだった。
多くの遺体は堆積した土砂に埋もれており、重機ですくっては消防車の高圧放水で洗い流すという措置までとられたが、最終的には8名が未発見のままとなっている。収容された遺体も腕だけが発見されたりするなど航空機事故さながらに損傷が激しく、DNA鑑定のない時代でもあり身元特定は困難を極め、取り違えによるトラブルまで起きた。
結果、2台のバスに乗っていた3歳から69歳の乗員・乗客107名のうち104名が犠牲になるという、バス事故および交通事故史上最悪の惨事となり、死亡率もほぼ100 %という前代未聞のものとなった。3名の生存者は五号車の運転手（当時30歳）と同じく五号車の添乗員（20歳）、家族4人でツアーに参加していた男子中学生（14歳）で、いずれも転落の途中に割れた窓から車外に投げ出されたことで立ち木などに引っ掛かり、奇跡的に生還している。助かった中学生は当時大幸住宅に両親と姉と共に住んでおり、家族全員をこの事故で失ったが、祖母や親戚の支えがあり、後に大学に進学している。
乗客は大幸住宅、仲田住宅、千種東住宅、若水住宅、引山住宅、天神下住宅の団地住民で、家族向けのツアーだったことから、4家族が一家全滅となった。そのうち、中日新聞の社員一家を除いた市営引山住宅の3家族は、いずれも旧満州からの引揚者だった。なお、生還した中学生と同い年であった別の団地住民の少年は、家族全員をこの事故で失い、事故から4年後の1972年6月に孤独感から自殺している。
この事故は戦後の混乱が収まり、高度経済成長の中で、ようやく家族で旅行を楽しめるようになった本格的旅行ブームのなかでの大惨事だった。
産経新聞の記者が伝えたエピソードに次のようなものがある。
- 事故の一報を聞いて、大阪からタクシーを飛ばして現地に派遣された記者が、はるばる仙台から遺体安置所に駆けつけた男性と遭遇する。取材すると、名古屋の実家に帰省していた妻と娘2人が事故に遭遇し、一家で彼のみが残されたという。敬虔なクリスチャンなのか、妻の遺体が入った棺を前に「神の与えた試練です」とインタビューに極めて平静に応じていたが、記者が「ちょっと冷たすぎるのではないか」と思うほどの落ち着き払った態度だった。数日後、新たに女の子の遺体が事故現場近くで引き上げられたという情報が遺体安置所に流れ、多くの人が現場に駆けつけたが、その中にはあの男性もいた。彼は50 m上の国道41号から見る影もない遺体を見るや、瞬時に判別して娘の名を絶叫し、足場の悪い崖を一気に駆け下りて遺体に抱きつき、もらい泣きする周辺の救助隊員たちの手を借りることなく、号泣しながら道路まで駆け上がってきたという。

この男性のように家族をすべて失った人は少なくない。大幸住宅に住んでいたツアー主催の「奥様ジャーナル」社長も五号車に乗っていた妻と長男を失い、なおかつ大惨事の当事者として、被告人として法廷に立つこととなる。

### 原因
21世紀となってもなお、集中豪雨については降水量の正確な予報を出すことに関しては難しい状況であり、また前述の通り、当時は気象警報の発表をリアルタイムで知ることが困難だった。結果的に当事故は、偶発的な誤った判断に伴う人災に悪い偶然が重なる自然災害によってもたらされた大惨事であった。岐阜県警察本部の捜査では、この事故の発生については全く異常な天然現象によるものと判断され、道路、山地等の管理者の責任は見出だせないと発表している。最悪の時機、最悪の天候、最悪の状況の場所にバスを位置させたことが重なり、当時の通信網等から状況変化の察知は不可能と判断された。岐阜県警は､上記の状況を考慮して生存した運転手およびツアー主催者に対し業務上過失致死の容疑があるとしつつも「被疑者を不起訴とするのが妥当」とする意見書を添付したうえで被疑者不詳のまま書類送検した。岐阜地方検察庁は､運転手およびツアー主催者の状況判断に誤りはあったものの災害回避に全力を尽くしたなどの理由により、最終的に不起訴処分とした。また道路管理者に対して被疑者不詳での書類送検は成されたが、最終的に岐阜地検は道路管理者に対しても不起訴処分とした。

### 天心白菊の塔

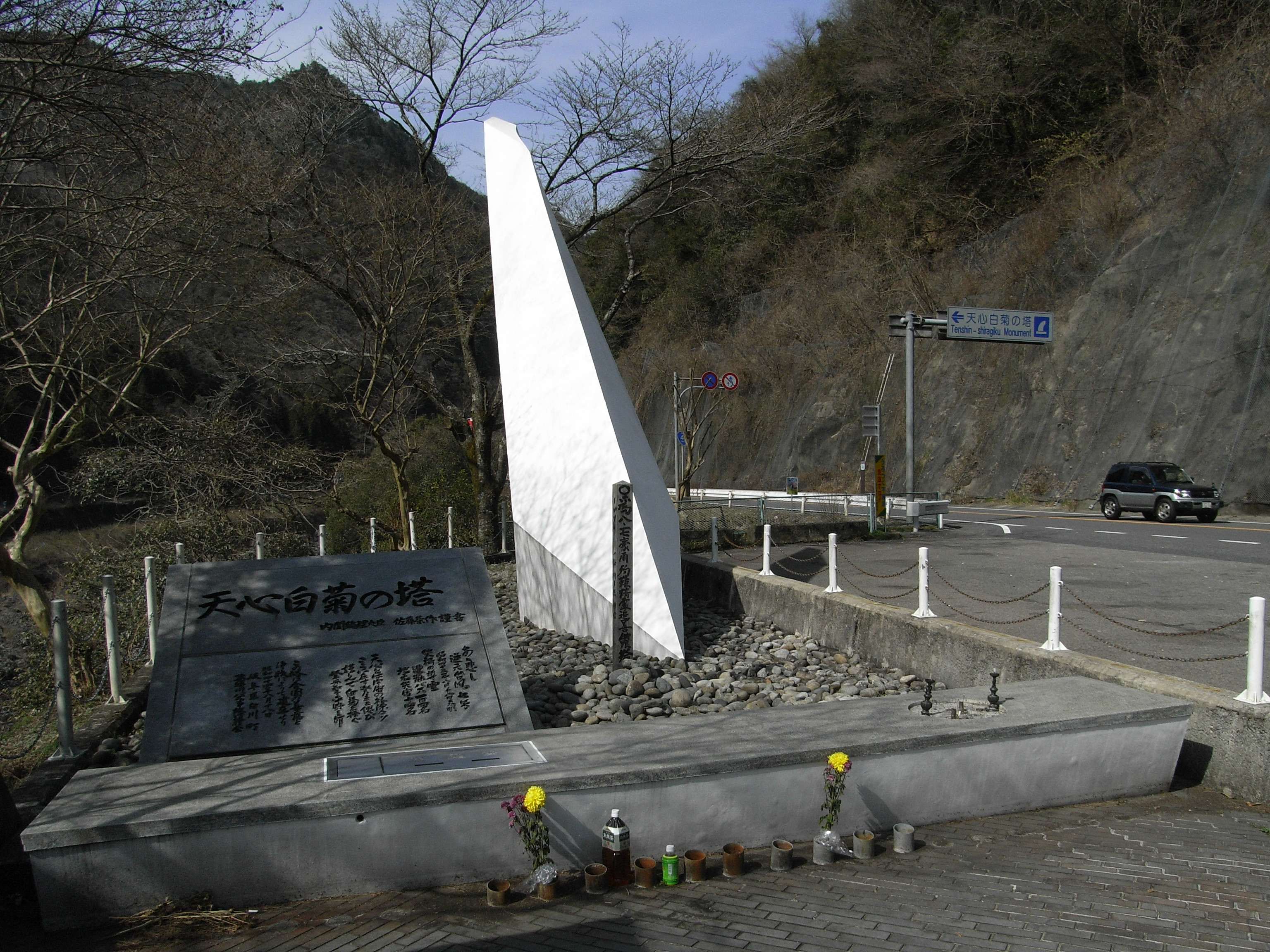
天心白菊の塔。事故現場付近の国道41号沿いに建立された。

1969年（昭和44年）8月18日、一周忌を迎えて事故現場から約300 m下流の国道41号脇に、慰霊のため「天心白菊の塔」（てんしんしらぎくのとう）が建立された。題字は当時の内閣総理大臣であった佐藤栄作による。塔の横にある石碑には次の通り記されている。
また「天心白菊の塔の由緒」には次の通り記されている。
偶然にも、建立の日には現場から1 km下流の河原で白骨化した男性の遺体が発見された。乗客で唯一の生存者であった中学生は、以下のような追悼文を朗読している。
「天心白菊の塔」は、現場近くの上麻生発電所員によって毎月清掃活動が続けられていた。なお、慰霊祭は毎年命日である8月18日にこの塔で行われてきたが、遺族たちの高齢化を理由として、2002年に実施された33回忌を最後に遺族会は解散した。事故から40年目にあたる2008年8月18日には、慰霊祭が白川町仏教会の主催で実施され、遺族のほか白川町長、町会議員など約60人が参列した。その際、2006年に死去した遺族会会長の息子により、かつてバス会社の社長から遺族会に贈られたブロンズ製の母子観音像が初めて会場に安置された。
2010年代、事故現場周辺の国道41号バイパスの工事が進展すると、塔がある場所にも新たな橋が架橋されることになった。2021年、白川町は塔を解体するとともに犠牲者の名が刻まれた慰霊碑の移設を決定。町は費用として約2,000万円を予算化したが、「趣旨を理解した人から支援の申し出がある」として、別途ふるさと納税による寄付を募ることとした。
白川町によると、2022年5月下旬より「天心白菊の塔」の解体工事および慰霊碑の移転を開始する。「天心白菊の塔」は基礎部分が深く、掘り起こすことが困難なため先端の一部分のみの移転となる。7月までに「よいいち41美濃白川」への慰霊碑の移転工事を実施するとした。移転に先立ち、2022年5月21日には当初の建立地点で最後の法要（移転法要）が執り行われ、2組4人の遺族が参加した。移転完了後の同年8月18日にも慰霊法要が実施された。参列した遺族の男性は「法要を続けることが大事だが、塔や石碑は現場から離れてしまった。看板など、発生場所を伝えるものがほしい」と述べた。

### 事故責任と補償
事故の責任を巡り、不可抗力による天災か、または道路設置者及び管理者である国の安全管理の瑕疵か、あるいはツアー主催者および旅行会社・バス会社の判断ミスによる人災であるのかが争点となった。

#### 自賠法適用による補償
内閣総理大臣（当時）の佐藤栄作は、事故発生の翌日に対策に乗り出し「岐阜バス事故対策連絡会」を内閣に設置した。その上で、自動車損害賠償保障法（自賠法）の適用を軸とした遺族補償が可能かどうかを関係省庁に検討させた。だが自賠法の適用は、バス運転手への刑事責任を問えないとする判断があったために「無責」として支払いの対象外であるとの認識が示された。しかしながら佐藤内閣は、交通行政の主務官庁である運輸省に命じて独自の調査を指示した。その結果、中曽根康弘運輸大臣は10月11日に見解をまとめて閣議で報告した。その内容は、自動車損害賠償保障法・第三条における完全無責の条件は、業務上の過失がないことを完全に証明できた場合にのみ適用されることから、無過失でも法律が適用となる「特例法」を制定して対処すべきだとの意見も出された。これはバス運転手に対して刑事責任を問えないとする判断が捜査機関から示されたことで、自賠法適用が難しくなるという懸念から議論が活発となっていた。だが実際には「飛騨川バス転落事故の場合は、運転を行った岡崎観光自動車の運転手が事故発生を未然に防ぐための注意義務に欠けていた面も僅かながらあり、過失が完全に皆無であるとはいえない」とする解釈も可能であることから、自賠法適用の対象とするべきであるとの結論に至った。この運輸省による結論は閣議で了承され、4日後の10月15日より自賠責保険が殉職した運転手を除く全遺族に支払われることとなった。この一件は、後に「道路施設賠償責任保険」が誕生する契機にもなった。

#### 刑事責任
刑事責任の有無について捜査を行った岐阜県警は、事故の原因となった土石流は自然災害による不可抗力によって発生した可能性があり、道路管理者である国とツアー主催者およびバス会社などの関係者に対する業務上過失致死傷罪を適用するのは難しく、刑事責任を問えないと判断した。この岐阜県警の判断は9月26日に警察庁が「判断は当然である」として認める方針とした。しかしながら11月4日に岐阜県警は被疑者を特定せずに「被疑者不詳」で岐阜地方検察庁に書類送検した。右書類送検では、意見書として「関係者の業務上過失致死傷罪の刑事責任を認めることはできない」と付されていた。刑事責任に問われる可能性がある関係者をツアー主催者、バス運転手、バス会社、運行管理者、道路管理者の6項目に分けて検討しており、他に乗客の調書、関係各所の責任者名簿、証拠品や資料62点が添えられた。書類送検に対して岐阜地検は「白紙の状態から捜査し、独自の立場で調べ、早い時期に結論を出す」とした。1969年（昭和44年）3月25日、岐阜地方検察庁は「刑事責任を問うべき過失は無く、不起訴にする」と発表し、関係者の不起訴処分が確定した。

#### 損害賠償および国家賠償請求訴訟
一方、遺族は9月11日に「飛騨川バス事故遺族会」を結成し、天候が不順であるにもかかわらずツアーを決行した主催者の奥様ジャーナルと後援の名鉄観光サービス、および運転を担当した岡崎観光自動車の三社に対して損害賠償を求めた。交渉は半年近くに及んだが、翌1969年（昭和44年）3月9日、被害者1人につき40万円、総額4,080万円（102人分）の補償案に合意し、示談が成立した。
遺族会は、国が当初から主張していた「本件事故は自然災害によって発生したのであり、予測不能な不可抗力によって被害が拡大した。道路管理は適正で過失責任は無い」という内容に対して不満を持っていた。国による国道41号の管理と安全対策に瑕疵があったために起きた人災であるのは明らかだとして、国の国道管理に対する責任を問うため、一周忌に併せて開かれた遺族会において国家賠償請求訴訟を提起することを満場一致で採択した。
1969年（昭和44年）12月1日、遺族会の犠牲者家族40世帯・119名が国に対して総額5億2,312万2,000円の国家賠償を求める訴訟を名古屋地方裁判所に起こした（飛騨川バス転落事故訴訟）。1973年（昭和48年）3月30日の第一審判決において名古屋地裁は「本件事故は天災と人災が競合して起こったものである。よって『国の過失を六割、天災による不可抗力を四割』と認定し、被告（国）は賠償請求額の14.4パーセントに相当する約9,396万1,384円を原告（遺族）に支払う」と命ずる判決を下した。既に国から遺族へ支払われている「自賠責保険300万円分（1人につき）」は控除された。ただし、すでに示談が成立しているバスツアー主催者ら3社の認容額控除は賠償額に適用されなかった。
原告の遺族会はこれを不服として1973年4月8日に控訴する方針を決め、同月13日に名古屋高裁へ控訴した。右同日、国は「一審判決に服する」として控訴しない方針を固めた。1974年（昭和49年）11月20日に名古屋高等裁判所で開かれた控訴審判決では、土石流を防止することは当時の科学技術の水準では困難であり、道路自体の欠陥は否定した。しかしながら事故現場付近で集中豪雨が降って土石流が起きる危険性は予測可能であったとし、国道41号の危険な状況に際して通行禁止などの適切な措置を取らなかったことを道路管理者による瑕疵と認めるなど、原告側の主張を全面的に認めた。被告（国）が主張していた「バス運行関係者の過失」については「差し迫った道路の危険を客観的に判断できる知識および情報を得る手段が無く、バス運行者の過失はない」として国の主張を退け、国の責任を全面的に認めた。そして本件事故を「全面的な人災」と認定し、国に約4億255万円の支払いを命じた。同月30日、国側は上告の検討について法務省が「上告する理由が発見できない」などとして上告しない方針を決めた。12月3日の閣議で建設大臣から上告しない決定が報告され閣議了承された。12月4日、上告期限が過ぎても国が上告の手続きが行われなかったことから判決が確定した。国家賠償金は判決確定の翌日5日から遺族への支払いが始まった。原告132人に対して、すでに確定した金額に加えて事故発生日から判決確定日までの利息分1億1,900万円が上乗せされた。

### 事故後の対策

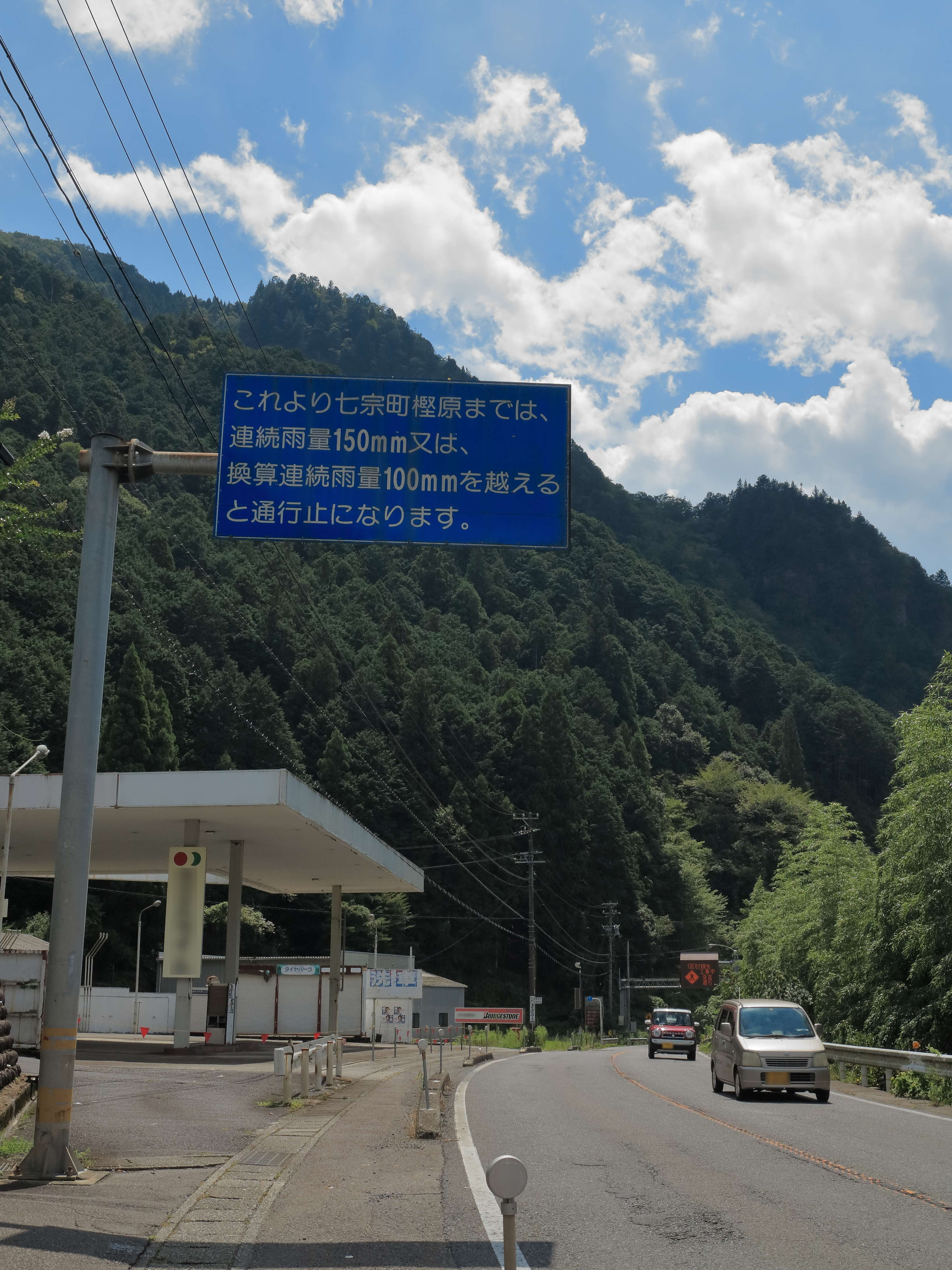
「飛水峡区間」の入口（白川町）に掲げられた雨量規制案内板。

この事故は多くの教訓を残したが、特に異常気象発生時における国道の防災体制が整備される契機となった。
安全管理上の根本的な問題点として挙げられるのは、事故発生前の「通行止」に対する道路管理者の方針が災害などが実際に起きて道路に物理的な通行障害が発生した後になってからようやく「通行止」の措置を取ることが基本姿勢だったことにある。土砂災害による事故を未然に防ぐ視点よりも車両の通行を妨げず、迅速に道路を復旧させることに主眼が置かれていた。本件事故においては、17日23時過ぎに国道41号・78キロメートル地点（下油井・坂東橋付近）で土砂崩れが発生した際に、通報を受けた岐阜県警が飛泉橋（66.7キロメートル地点）を北進する車両と加茂署前（37.9キロメートル地点）を通過する車両に対して「北進禁止」の看板を出したが、国道41号の道路管理者は、通行止の措置は取らずに重機や工事作業者などを手配して道路復旧させる措置を優先して行った。本件の事故現場付近の通行止に関しても、美濃加茂方面からパトロールしていた道路管理者が64.17キロメートル地点の土砂崩れを発見したのちに「北進禁止の看板を目立つようにしろ」と指示するだけで事故防止に有効な措置が取れなかった。土砂崩落などが起こってからの通行止措置は、全く事故防止に役立たないことは明白なため、国および道路管理者は基本方針を改めた。先ずは気象情報を重視し、自然災害が発生しそうな状況を迅速に把握することに努め、道路上で土砂災害などの発生が予測される場合には、物理的な道路障害が発生以前でも安全を優先する観点から、積極的に通行止措置を行い、事故発生の未然防止に努める方針となった。
基本方針の変更に伴い、事故の翌日（8月19日）に「道路の災害による事故防止の強化について」と題する建設省局長通達が出され、道路管理者に対して以下の内容が指示された。
- 危険個所の点検、法面、壁、排水溝などの補強
- 警察本部、気象庁、消防機関等と密接な連絡を取り、道路情報機関を設け、迅速な交通規制体制の整備
- 災害発生が予測される場合は、危険個所のパトロールを強化

事故から1か月後の9月18日に建設省は「道路の災害による事故防止強化対策に関する実施要領について」と題する通達を出し、「危険箇所の総点検、交通規制基準の作成、道路情報モニターの委嘱等を内容とする情報連絡、パトロールの強化」の四点についてその実施を指示した。この通達に従い、全国の国道で総点検が実施された。さらに翌年（1969年）の4月1日に建設省は「異常気象時における道路通行規制について」と題する通達を出し「異常気象時通行規制区間の指定、道路通行規制基準の作成」などについて指示が出された。
一連の建設省通達は、道路状況などから異常気象時に災害が発生する恐れがある区間をあらかじめ調査したうえで指定し、降雨量などが一定基準に達した場合に現実の道路障害が発生していなくても通行止などの措置を取ることを制度化したものである。これは後に「道路防災点検」として5年ごとに実施されるようになる。また雨量にもとづく事前通行規制も制度化され、一定量以上の降水量が記録された場合にはゲートを閉じて国道を通行止めにする対策が採られるようになった。この道路管理者による雨量通行規制は、現在は国道だけではなく都道府県道などすべての道路において、沿線に常住人口がない山岳部の区間で実施されている。
国道41号に関しては、事故後に規制区間を3か所設けることになり、七宗橋先（54.7 km） - 金山町井尻（81.6 km）間、金山町（87.7 km） - 下呂町（105.6 km）間、下呂町（110.5 km） - 東上田（114.0 km）間がその対象区間とされ、右区間については予備規制区間に指定した。雨量規制値については、規制区間の連続雨量が「60 mmに達したときは通行注意」、「80 mmに達したときは通行止」という基準が定められた。後に規制値は緩和され、1972年（昭和47年）夏頃にそれぞれ80 mm、120 mmに変更された。現場の国道41号は連続雨量が150 mmを超えた場合、加茂郡七宗町中麻生の上麻生橋から白川町の白川口までが通行止めになると定められている。なお、この基準は道路や区間により異なる。
予備規制には、天候や雨量の情報を道路管理者が迅速に把握し、道路状況などを運転者へ的確に知らせると同時に通行止を円滑に実施する意味合いがある。国道41号では、事故後に予備規制を行うにあたり「雨量テレメーターの設置（2か所）、道路情報板の設置（各所）、道路情報モニターの委嘱、通行止ゲートの設置（飛水峡区間および中山七里区間）」、以上の方策を実施した。このうちの「道路情報モニターの委嘱」とは、規制区間に住む民間人に対して道路情報の収集や通報の協力を仰ぐことを意味する。委嘱する民間人は、必要に応じて標識や看板を外したり、設置したりする役割を担う。道路状況の通報に関しては、おもにガソリンスタンド、モーテル、ドライブイン等の電話加入者になっている施設管理者が道路事務所に通報する、とした。
「気象情報の重視と伝達の迅速化」も重要視され、1969年（昭和44年）10月9日の「道路情報対策に対する協力について」と題する気象庁通達では、事故後に建設省と気象庁が協議し、災害が予想される時に気象情報の伝達を円滑かつ迅速に行える協力体制を作りあげた。気象庁は、気象情報を建設省の出先機関の事務所に対して気象に関する注意報、警報、気象情報を専用電話により伝達する仕組みが整えられた。これにより、気象情報の把握に1時間もかかるような事態は解消された。
「パトロールの強化」については、事故前の体制から大きく変更された。事故前のパトロールの体制は、道路に現実的な異常事態が発生してから実施することが基本とされていた。事故後は「注意パトロール、警戒パトロール、非常パトロール」の三体制に細分され、道路に実際の異常が発生していなくても気象注意報や警報が発令された段階で相応のパトロールを実施するように改められた。
「関係諸機関との連絡強化」も図られ、気象台からの気象情報について沿道を管轄する各警察署や各市町村との連絡を強化し、異常事態発生時の情報交換および交通規制時の相互連絡を緊密にするよう連絡体制が強化された。予備規制を実施する場合は、警察と連携して行うことが基本とされた。
この事故を契機に道路交通情報を集約し告知する必要性が認識され、道路に関する情報の収集および提供を行なうための機関として、1969年（昭和44年）6月10日に建設省道路局路政課と八つの地方建設局、北海道開発局および三道路公団に「道路情報センター」が設置された。そして翌年の1970年（昭和45年）1月に警察庁と建設省の認可のもと、日本道路交通情報センター（JARTIC）が発足した。

#### 抜本的道路改良へ
飛騨地方の道路交通事情を抜本的に改善するため、1980年代以降東海北陸自動車道の建設が急がれることになり、2008年（平成20年）までに全線開通した。
しかし、事故現場付近の国道41号は事故当時と同じルートのままで、土砂崩れ・落石・倒木等による道路障害が度々発生していた。本件事故以来、雨量にもとづく事前通行規制による通行止めを実施する状況が発生した場合において、人命を脅かすような大事故はまだ発生していないが、事故現場を含む「飛水峡区間（上麻生規制区間）」の延べ通行止時間は国道41号の規制対象区間では最多となっており、土砂災害が発生する危険性が高い区間であることに変わりはなかった。
このため、転落事故現場を含む6.2 kmの区間について、トンネルおよび橋梁を用いたバイパス新道（一部は現道を利用）に付け替える道路改良工事が2018年（平成30年）度より事業化された（上麻生防災）。これにより、飛騨川沿いを通る事故現場付近の区間はトンネル化される。

## 時系列表
| 年                  | 月日     | 時刻 | 動き |
| ------------------- | -------- | --- | --- |
| 1968年 （昭和43年） | 8月17日  | 9:30 | 岐阜地方気象台、岐阜県下に大雨・洪水注意報を発表。 |
| 1968年 （昭和43年） | 8月17日  | 11:10 | 岐阜地方気象台、岐阜県下に大雨・雷・洪水注意報を発表。 |
| 1968年 （昭和43年） | 8月17日  | 17:15 | 岐阜地方気象台、岐阜県下の大雨・雷・洪水注意報を解除。 |
| 1968年 （昭和43年） | 8月17日  | 18:30 | 乗鞍岳バスツアー主催者、気象情報や定期観光バスの運行情報などを参考に判断し、ツアーの実施を決定。 |
| 1968年 （昭和43年） | 8月17日  | 20:00 | 岐阜地方気象台、岐阜県下に雷注意報を発表。 |
| 1968年 （昭和43年） | 8月17日  | 21:30 | 乗鞍岳バスツアー一行、愛知県犬山市の成田山名古屋別院大聖寺に集合。 |
| 1968年 （昭和43年） | 8月17日  | 22:20 | バスツアー一行、犬山市の集合場所を出発。 |
| 1968年 （昭和43年） | 8月17日  | 22:30 | 岐阜地方気象台、岐阜県下に大雨警報・洪水注意報を発表。岐阜県下の美濃・飛騨地方で豪雨被害が出始める。 |
| 1968年 （昭和43年） | 8月17日  | 22:58 | NHK名古屋放送局、ラジオで気象情報を放送。 |
| 1968年 （昭和43年） | 8月17日  | 23:00 | 加茂郡白川町（事故現場近く）三川小学校観測地点で時間雨量が100mmを超す。国道41号、各所で寸断される。 |
| 1968年 （昭和43年） | 8月17日  | 23:00 | 岐阜県警本部、加茂署内に「八・一七豪雨警備対策本部」を設置。 |
| 1968年 （昭和43年） | 8月17日  | 23:33 | バスツアー一行、休憩地の岐阜県加茂郡白川町坂ノ東「モーテル飛騨」に到着。 |
| 1968年 （昭和43年） | 8月18日  | 0:05 | バスツアー主催者、悪天候による国道41号の道路状況悪化により、ツアー延期ならびに出発地へ引き返すことを決定。各務原市へ向けて出発。 |
| 1968年 （昭和43年） | 8月18日  | 0:17 | 一号車から七号車、国鉄高山本線・白川口駅前を通過。その1分後に飛泉橋を通過。 |
| 1968年 （昭和43年） | 8月18日  | 0:20 | 八号車から十六号車、会社への連絡等で白川口駅前に停車。対向車からの情報により、駅前で待機することを選択。 |
| 1968年 （昭和43年） | 8月18日  | 0:20 | 一号車から七号車、65.25km地点で小規模な土砂崩れに遭遇。運転手ら土砂を取り除き、約15分で運行を再開。 |
| 1968年 （昭和43年） | 8月18日  | 0:40 | 一号車から七号車、64.17km地点で大規模な土砂崩れに遭遇し、運行不能に陥る。 |
| 1968年 （昭和43年） | 8月18日  | 1:00 | 巡回中の白川町消防団、64.17km地点で立ち往生している全車両に対して白川口駅方面への移動を勧告。一号車から七号車、勧告に従い移動を始める。 |
| 1968年 （昭和43年） | 8月18日  | 一号車から七号車、転回不能により後退で移動を開始。他車の接触事故などによって後退不能になり、64.3km地点で五号車を先頭に六、七、三、二、一号車の順に飛騨川寄りの車線に停車する。                     | |
| 1968年 （昭和43年） | 8月18日  | 1:35 | 上麻生ダム付近の64.6kmおよび64.8km地点で新たな土砂崩れ発生。一号車から七号車の6台、車列の前後を土砂で完全に塞がれ、国道41号上で走行不能となる。 |
| 1968年 （昭和43年） | 8月18日  | 2:11 | 飛騨川バス転落事故発生。五号車・六号車、64.3km地点の沢で発生した土石流の直撃を受けて飛騨川に転落、濁流に飲み込まれて水没し消息不明となる。行方不明者104人。救出者3人。 |
| 1968年 （昭和43年） | 8月18日  | 2:15-5:00 | 上麻生ダムから白川派出所に「国道41号で異常発生」の第一報が入る。警察官と消防団員、現場へ確認に向かうも一時的に断念。運転手ら、上麻生ダム見張所に救援要請。見張所職員と消防団員、上麻生発電所に通報し、残余のバス乗客らを見張所および白川町中学校体育館に避難させる。上麻生発電所より岐阜県警本部に事故発生の通報が入る。岐阜県警本部、機動隊員を事故現場に派遣。 |
| 1968年 （昭和43年） | 8月18日  | 5:40 | 白川派出所警察官、白川口駅の鉄道電話で岐阜県警加茂警察署に事故発生を通報。 |
| 1968年 （昭和43年） | 8月18日  | 岐阜県警本部、加茂署内にバス転落事故救難対策本部を設置。岐阜県警機動隊員、消防隊員らが現場へ急行。岐阜県知事、陸上自衛隊に災害派遣要請を行い、守山駐屯地から自衛隊員が出動。行方不明者の捜索開始。 | |
| 1968年 （昭和43年） | 8月18日  | 建設省、現地調査のため調査官を事故現場に派遣。事故原因究明と復旧対策に努める。 | |
| 1968年 （昭和43年） | 8月19日  | 2:00 | 右時刻までに23遺体を収容。 |
| 1968年 （昭和43年） | 8月19日  | 8:00-10:00 | 四日市市や鈴鹿市などの伊勢湾沖合、木曽川河口、知多半島に事故被害者の遺体が漂着する。第四管区海上保安本部、巡視船5隻で伊勢湾内を捜索開始。 |
| 1968年 （昭和43年） | 8月19日  | 10:30 | 五号車、事故現場から約300m下流の河岸中段に沈んでいる状態で発見。新たに12遺体が収容される。 |
| 1968年 （昭和43年） | 8月19日  | 12:00 | 政府、事務次官会議で事故の対策を協議し「岐阜バス事故対策連絡会議」を設置。午後から局長・課長級で初会議を開催。佐藤首相、内閣審議室と関係省庁間で救急対策会議を開き、自衛隊出動増強や遺族に対する補償措置を早急かつ適切に行うよう指示。 |
| 1968年 （昭和43年） | 8月19日  | 15:00-18:50 | 五号車引き上げのため、上麻生ダムのゲートを開放してダム水位を下げ、その後に19分間ゲートを閉鎖、飛騨川の水位を一時的に下げる措置が取られる。日没で作業中断。19日までに合計41遺体を収容。 |
| 1968年 （昭和43年） | 8月20日  | | 早朝より名古屋、四日市、鳥羽の各海上保安部が伊勢湾内をヘリコプターと巡視船を使って合同捜索。三重県警、警備艇で伊勢・鳥羽沖を捜索。警察官が海岸線を捜索。 |
| 1968年 （昭和43年） | 8月20日  | 9:00 | 五号車引き上げ作業再開。前日同様に上麻生ダムの水量を調整し飛騨川の水位を下げて引き上げ作業実施。バス車内から子供の遺体3体を収容。 |
| 1968年 （昭和43年） | 8月20日  | 17:00 | 五号車引き上げ作業を一時的に断念。六号車の捜索発見が優先される。20日までに合計57遺体を収容。 |
| 1968年 （昭和43年） | 8月21日  | 0:00 | 六号車捜索のため、上流のダムを完全に閉鎖し、飛騨川下流の水流をゼロにする「水位零作戦」了承される。 |
| 1968年 （昭和43年） | 8月21日  | 陸上自衛隊豊川駐屯地、海上自衛隊横須賀基地より六号車捜索のための増援部隊が招集される。21日までに合計68遺体を収容。                                                                                 | |
| 1968年 （昭和43年） | 8月22日  | 8:00 | 第一次「水位零作戦」が開始される。上麻生ダム放流・名倉発電所全出力運転開始。 |
| 1968年 （昭和43年） | 8月22日  | 9:50 | 名倉発電所運転停止・名倉ダム放流開始。 |
| 1968年 （昭和43年） | 8月22日  | 10:10 | 上麻生ダム放流停止。飛騨川の水量がゼロになり、六号車が転落地点から約400メートル下流の川底から発見。バス車内から1遺体が発見される。 |
| 1968年 （昭和43年） | 8月22日  | 10:30 | 上麻生ダム満水になり、再び放流開始。 |
| 1968年 （昭和43年） | 8月22日  | 22日までに合計78遺体を収容。身元確認者は70遺体となる。 | |
| 1968年 （昭和43年） | 8月23日  | | 第二次「水位零作戦」が開始される。23日までに合計80遺体を収容。 |
| 1968年 （昭和43年） | 8月24日  | | 第三次「水位零作戦」が開始。六号車が収容される。 |
| 1968年 （昭和43年） | 8月24日  | 下流にある飛水湖の捜索開始。 | |
| 1968年 （昭和43年） | 8月24日  | 24日までに81遺体を収容。身元確認者は78人、行方不明者は23人となる。 | |
| 1968年 （昭和43年） | 8月25日  | | 岐阜県、岐阜県警、自衛隊、消防団で組織する「四者捜索活動連絡会議」は、愛知県と三重県の協力を仰ぎ、捜索範囲を木曽川下流70キロメートルの範囲へ拡大することを決定。 |
| 1968年 （昭和43年） | 8月25日  | 25日までに合計83遺体を収容。身元確認者は80人、行方不明者は21人となる。 | |
| 1968年 （昭和43年） | 8月26日  | | 26日までに合計86遺体を収容。身元確認者は84人、行方不明者は18人となる。 |
| 1968年 （昭和43年） | 8月27日  | | 岐阜県対策本部は、三県合同による木曽川中流域から下流域にかけての大捜索活動を開始。 |
| 1968年 （昭和43年） | 8月29日  | 12:00 | 岐阜県対策本部は、台風の影響により二日間にわたる三県合同の大捜索を一旦打ち切る。天候回復で木曽川の水位低下が見込まれることから、30日以降も二日間の捜索延長を決定。 |
| 1968年 （昭和43年） | 8月30日  | | 美濃加茂市の木曽川河岸で釣り人が2遺体を発見、また名古屋港で水上警察が1遺体を発見、3遺体が収容される。30日までに合計89遺体を収容。身元確認者は88人、行方不明者は15人となる。 |
| 1968年 （昭和43年） | 9月2日   | | 三県合同による木曽川中流域から下流域にかけての大捜索活動を2日間の予定で再開（2次大捜索）。9月4日までに合計91遺体を収容。身元確認者は88人、行方不明者は13人となる。 |
| 1968年 （昭和43年） | 9月4日   | | 三県合同による木曽川中流域から下流域にかけての大捜索活動を5日間の予定で実施（3次大捜索）。 |
| 1968年 （昭和43年） | 9月6日   | | 岐阜県災害対策本部は、海上自衛隊横須賀基地・水中処理隊に対して、各務原市鵜沼と加茂郡坂祝村の境に位置する木曽川・河岸川底の水中捜索を依頼。行方不明者発見には至らず。 |
| 1968年 （昭和43年） | 9月11日  | | 被害者遺族、名古屋市内で結成大会を開き「飛騨川バス事故遺族会」を結成。 |
| 1968年 （昭和43年） | 9月16日  | | 加茂郡七宗村の飛騨川河岸で通行人が子供の遺体を発見。9月16日までに合計92遺体を収容。行方不明者は12人となる。 |
| 1968年 （昭和43年） | 10月4日  | | 自衛隊および警察・消防による三県（岐阜、愛知、三重）合同遺体捜索が打ち切られる。第8次捜索・48日間で延べ44,000人を動員。92遺体収容、12遺体未発見。 |
| 1968年 （昭和43年） | 10月11日 | | 中曽根康弘運輸相、遺族に対し自動車損害賠償保障法による補償を行う方針を閣議で報告。閣議、これを了承する。 |
| 1968年 （昭和43年） | 10月18日 | | 雍仁親王妃勢津子、慰霊献花のため事故現場を訪問。 |
| 1968年 （昭和43年） | 11月15日 | | 名古屋自賠責査定所および元受損害保険会社2社は、遺族会代表から自賠責保険金の一括請求があったことから、閣議決定に基づき遺族へ保険金の支払いを開始した。遺族101人に対し総額2億6,595万円。 |
| 1969年 （昭和44年） | 3月9日   | | 第五回遺族会総会開催。主催者側（奥様ジャーナル・岡崎観光自動車・名鉄観光サービス）との示談が成立する。 |
| 1969年 （昭和44年） | 8月18日  | 14:05 | 飛水峡展望台に慰霊碑「天心白菊の塔」が建立され除幕式、同時に事故現場では「慈母観音像」の開眼供養が執り行われる。同日、上麻生の飛騨川右岸で1遺体が発見される。 |
| 1969年 （昭和44年） | 12月1日  | | 遺族会、国の道路管理の責任を問い国家賠償請求訴訟（飛騨川バス転落事故訴訟）を名古屋地方裁判所に提起。 |
| 1973年 （昭和48年） | 3月30日  | | 国家賠償請求訴訟の第一審判決が名古屋地方裁判所で下る。「天災と人災の競合」による事故とされ、賠償額が請求額の14.4パーセントに抑えられる。4月9日、原告は判決を不服として名古屋高等裁判所に控訴する。 |
| 1974年 （昭和49年） | 11月20日 | | 国家賠償請求訴訟の控訴審判決で名古屋高等裁判所は「事故は人災である」と認定し、原告遺族全面勝訴。国は上告せず判決が確定。 |
| 1974年 （昭和49年） | 12月5日  | | 原告へ国家賠償金の支払いが始まる。損害賠償額4億0,255万余円のほかに、事故発生日から起算した利息分・約1億1,900万円を加えた合計5億2,104万余円が原告132人に支払。 |

## 補足
この時の豪雨は地元の人間にとっても普段の比ではなく凄まじいものであった。
事故発生から半世紀となる2018年、事故当日に現場のすぐ近くで立ち往生していた他のバスの運転手だった名鉄の社員（2004年に69歳で死去）が、事故から20年後の1988年に書いた回想の手記が公表された。

### 並行する高山本線の状況と抑止
事故現場からほど近い国鉄（現JR東海）高山本線白川口駅の当直助役は、経験のない程の豪雨に恐怖と不安を感じ、豪雨の中を駅に到着した岐阜発飛騨金山行きの下り普通列車に対し抑止（運転見合わせ）の手配を行った。その決断は事故前日の22時31分である。遅延で苛立つ乗客に列車を発車させるよう詰め寄られても、頑として拒んだという。その後、上述の通り白川口駅付近で路盤崩壊が発見され、駅から約300 mの地点と鷲原信号場寄り約1 kmの地点の2か所で土砂崩れが起きていた。
また同じ頃、下油井駅でも当直助役が高山発美濃太田行きの上り普通列車の前途を心配し、1つ富山寄りの飛騨金山駅に当該列車の抑止を依頼した直後、付近の様子を見に行った消防団員から、下油井駅付近での土砂崩れ発生の連絡を受けた。当時の高山本線はまだ列車集中制御装置（CTC）が運用されておらず、両方ともそのまま進行現示を出していれば大事故になっていたであろうと言われている。
結果、高山本線の被害は土砂崩れと浸水あわせて計10か所に及び、上麻生駅 - 白川口駅間が9月12日まで不通となった。また、適切な行動で事故を未然に防いだ白川口・下油井両駅の当直助役には表彰状、消防団員には感謝状が、名古屋鉄道管理局から贈られた。
現場付近の高山本線は国道41号の対岸を通っているため、事故当時の面影を車窓から確認できる。かつて「天心白菊の塔」があった場所の対岸はトンネルとなっているが、塔の存在した当時は白川口駅から上麻生駅に向かう列車より、左斜め前方を注視すると確認できた。

## 類似の事故
- 天竜川バス転落事故（1951年） - 飯田線で振替輸送を行っていた国鉄バスが天竜川へ転落。死者28人前後とみられているが、不特定多数の乗客であるため最終的な死者数が確定できていない。
- 玉川岩盤崩落事故（1989年） - 福井県丹生郡越前町で国道305号を走行中のマイクロバスが岩盤崩落の下敷きとなり、乗客乗員15人全員が死亡した。当時悪天候などは見られず、岩盤も落石防護被覆（ロックシェッド）を突き破って道路に到達した。
- 竜ヶ水駅土石流事故（1993年） - 鹿児島県鹿児島市で日豊本線竜ヶ水駅に停車中の普通列車が豪雨による土石流の下敷きとなり、乗客3人が死亡した。事故直前に前後の線路は遮断されており、運転士も事前に乗客を避難させていた。事故に巻き込まれた乗客は運転士の指示に従っていなかった。
- 豊浜トンネル岩盤崩落事故（1996年） - 北海道古平郡古平町の国道229号の豊浜トンネル内を走行中だった北海道中央バスの積丹町余別発小樽駅前行き路線バスと、後続の乗用車1台と、対向の乗用車1台の計3台がトンネル内部で岩盤崩落の直撃を受け、間一髪で脱出した乗用車運転の1名を除き、バスの乗客18名と乗員1名と乗用車1名の計20名が死亡した。